# Diferencias ortográficas entre el inglés estadounidense y el inglés británico

Ortografía del inglés británico e inglés estadounidense en todo el mundo:
Reino Unido: analyse/centre/defence/travelling-travelled/labour/organise/programme (excepción: computer program) ortografía dominante. El inglés es lengua oficial o mayoritaria.
Estados Unidos: analyze/center/defense/traveling-traveled/labor/organize/program ortografía dominante. El inglés es lengua oficial o mayoritaria.
Canadá: analyze/centre/defence/travelling-travelled/labour/organize/program ortografía dominante. El inglés es una de las dos lenguas oficiales en este país, junto con el francés.
Australia: analyse/centre/defence/travelling-travelled/labour (sin embargo, también se usa Labor Party)/organise/program ortografía dominante. El inglés es la lengua de facto.
El inglés no es lengua oficial; domina la ortografía británica
El inglés no es lengua oficial; predomina la ortografía estadounidense
Uso incoherente de la ortografía estadounidense y británica.

A pesar de los diversos dialectos ingleses que se hablan de un país a otro y dentro de las distintas regiones de un mismo país, sólo existen ligeras variaciones regionales en la ortografía inglesa, siendo las dos más notables la ortografía británica y la estadounidense. Muchas de las diferencias entre el inglés estadounidense y el británico o de la Mancomunidad se remontan a una época anterior al desarrollo de las normas ortográficas. Por ejemplo, algunas grafías que hoy se consideran "americanas" eran de uso común en Gran Bretaña, y algunas grafías que se consideran "británicas" eran de uso común en Estados Unidos.
Tras la publicación en 1755 del A Dictionary of the English Language, de Samuel Johnson, empezó a surgir una "norma británica", mientras que la "norma estadounidense" surgió a raíz de la obra de Noah Webster y, en particular, de su An American Dictionary of the English Language, publicado por primera vez en 1828. Los esfuerzos de Webster por reformar la ortografía tuvieron cierta eficacia en su país natal, lo que dio lugar a ciertos patrones bien conocidos de diferencias ortográficas entre las variedades estadounidense y británica del inglés. Sin embargo, la reforma ortográfica de la lengua inglesa rara vez se ha adoptado de otro modo. Como resultado, la ortografía inglesa moderna sólo varía mínimamente entre países y dista mucho de ser fonémica en cualquier país. En Canadá se sigue comúnmente la ortografía británica, pero hay ocasiones en que hacen uso de la variedad escrita de sus vecinos al sur. Esto será indicado a lo largo de este artículo.  

## Orígenes históricos

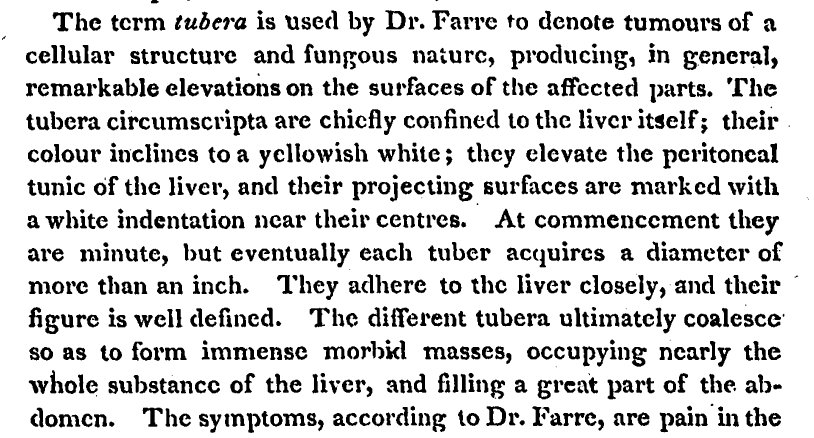
Un texto médico estadounidense de 1814 que muestra grafías del inglés británico que aún se utilizaban ("tumours", "color", "centres", etc.).

A principios del siglo XVIII, la ortografía inglesa era incoherente. Estas diferencias se hicieron patentes tras la publicación de influyentes diccionarios. En la actualidad, la ortografía inglesa británica sigue en su mayor parte el diccionario A Dictionary of the English Language (1755) de Johnson, mientras que muchas grafías inglesas americanas siguen An American Dictionary of the English Language ("ADEL", "Diccionario Webster", 1828) de Webster.
Webster era partidario de la reforma de la ortografía inglesa por razones tanto filológicas como nacionalistas. En A Companion to the American Revolution (2008), John Algeo señala: "a menudo se asume que las grafías característicamente estadounidenses fueron inventadas por Noah Webster. Él influyó mucho en la popularización de ciertas grafías en Estados Unidos, pero no las originó. Más bien [...] eligió opciones ya existentes como center, color y check por su sencillez, analogía o etimología". Los primeros folios de William Shakespeare, por ejemplo, utilizaban grafías como center y color tanto como centre y colour. Webster intentó introducir algunas grafías reformadas, al igual que el Simplified Spelling Board a principios del siglo XX, pero la mayoría no fueron adoptadas. En Gran Bretaña, la influencia de quienes preferían la ortografía normanda (o anglofrancesa) de las palabras resultó decisiva. Los ajustes ortográficos posteriores en el Reino Unido tuvieron poco efecto en la ortografía estadounidense actual y viceversa.
En su mayor parte, los sistemas ortográficos de la mayoría de los países de la Mancomunidad e Irlanda se asemejan mucho al sistema británico. En Canadá, puede decirse que el sistema ortográfico sigue tanto las formas británicas como las estadounidenses, y los canadienses son algo más tolerantes con las grafías extranjeras en comparación con otras nacionalidades de habla inglesa. La ortografía australiana sigue en su mayor parte las normas ortográficas británicas, pero se ha desviado ligeramente, incorporando como estándar algunas grafías estadounidenses. La ortografía neozelandesa es casi idéntica a la británica, salvo en la palabra fiord (en lugar de fjord). Cada vez se utilizan más los macrones en las palabras de origen maorí y existe una preferencia inequívoca por las terminaciones -ise (véase más adelante).

## Ortografías derivadas del latín

### -our, -or
La mayoría de las palabras que terminan en -our en inglés británico (por ejemplo,
behaviour, colour, favour,
flavour, harbour, honour, humour, labour, neighbour, rumour, splendour
) terminan en -or en inglés americano (
behavior, color, favor,
flavor, harbor, honor, humor, labor, neighbor, rumor, splendor
). Cuando la vocal no se reduce en la pronunciación (por ejemplo, devour, contour, flour, hour, paramour, tour, troubadour, y velour), la ortografía es uniforme en todas partes.
La mayoría de las palabras de este tipo proceden del latín, donde la terminación se escribía -or. Se adoptaron por primera vez en inglés a partir del francés antiguo, donde la terminación se escribía -our, -or o -ur. Tras la conquista normanda de Inglaterra, la terminación se convirtió en -our para adaptarse a la ortografía posterior del francés antiguo. La terminación -our no sólo se utilizó en los nuevos préstamos del inglés, sino que también se aplicó a los préstamos anteriores que habían utilizado -or. Sin embargo, a veces se seguía utilizando -or. Los tres primeros folios de las obras de Shakespeare utilizaban ambas grafías antes de que se unificaran en -our en el Cuarto Folio de 1685.
Después del Renacimiento, los nuevos préstamos del latín se tomaron con su terminación original -or, y muchas palabras que terminaban en -our (por ejemplo, chancellour y governour) volvieron a -or. Algunas palabras del grupo -our/or no tienen un homólogo latino que termine en -or; por ejemplo, armo(u)r, behavio(u)r, harbo(u)r, neighbo(u)r; también arbo(u)r, que significa "refugio", aunque los sentidos "tree" y "tool" son siempre arbor, un falso cognado de la otra palabra. La palabra arbor se escribiría mejor arber o arbre en EE. UU. y el Reino Unido, respectivamente, siendo esta última la palabra francesa para "tree". Algunos eruditos británicos del siglo XVI y principios del XVII insistieron en que se utilizara -or para las palabras procedentes del latín (por ejemplo, color) y -our para los préstamos franceses; pero, en muchos casos, la etimología no estaba clara, por lo que algunos eruditos abogaban por -or únicamente y otros por -our únicamente.
El diccionario de Webster de 1828 sólo tenía -or y se le atribuye gran parte del mérito de la adopción de esta forma en Estados Unidos. Por el contrario, el diccionario de Johnson de 1755 (anterior a la independencia y el establecimiento de Estados Unidos) utilizaba -our para todas las palabras que aún se escriben así en Gran Bretaña (como colour), pero también para palabras en las que se ha suprimido la u desde entonces: ambassadour, emperour, governour, inferiour, perturbatour, superiour; errour, horrour, mirrour, tenour, terrour, tremour. Johnson, a diferencia de Webster, no era partidario de la reforma ortográfica, sino que elegía la grafía que mejor se derivaba, según su criterio, de entre las variaciones de sus fuentes. Prefería las grafías francesas a las latinas porque, como él decía, "los franceses generalmente nos abastecían". Los angloparlantes que se trasladaron a América se llevaron consigo estas preferencias. A principios del siglo XX, H. L. Mencken señaló que "honor aparece en la Declaración de Independencia de 1776, pero parece haber sido puesto allí más por accidente que por designio". En el borrador original de Jefferson se escribe "honour". En Gran Bretaña, los ejemplos de behavior, color, flavor, harbor, y neighbor rara vez aparecen en los registros judiciales de Old Bailey de los siglos XVII y XVIII, mientras que hay miles de ejemplos de sus homólogos -our. Una excepción notable es el honor. Honor y honour fueron igualmente frecuentes en Gran Bretaña hasta el siglo XVII; honor sólo existe ahora en el Reino Unido como grafía de Honor Oak, un barrio de Londres, y como nombre de pila ocasional "Honor".

#### Derivados y formas flexionadas
En los derivados y formas flexionadas de las palabras -our/or, el uso británico depende de la naturaleza del sufijo utilizado. La u se mantiene ante los sufijos ingleses que pueden añadirse libremente a palabras inglesas (por ejemplo, en humourless, neighbourhood y savoury) y los sufijos de origen griego o latino que se han adoptado en inglés (por ejemplo, en behaviourism, favourite y honourable). Sin embargo, ante sufijos latinos que no se pueden añadir libremente a palabras inglesas, la u:
- puede omitirse, por ejemplo en honorary, honorific, humorist, humorous, invigorate, laborious, yvigorous;

- puede omitirse o mantenerse, por ejemplo en colo(u)ration y colo(u)rize o colourise; o

- puede mantenerse, por ejemplo en colourist.[9]

En el uso americano, los derivados y las formas flexionadas se construyen simplemente añadiendo el sufijo en todos los casos (por ejemplo, favorite, savory, etc.), ya que la u está ausente para empezar.

#### Excepciones
El uso estadounidense, en la mayoría de los casos, mantiene la u en la palabra glamour, que procede del escocés, no del latín ni del francés. Glamor se utiliza a veces imitando la reforma ortográfica de otras palabras -our a -or. Sin embargo, el adjetivo glamorous suele prescindir de la primera "u". Saviour es una variante algo común de savior en Estados Unidos. La grafía británica es muy común para honour (y favour) en el lenguaje formal de las invitaciones de boda en EE. UU. El nombre del transbordador espacial Space Shuttle Endeavour lleva una u porque la nave recibió su nombre del barco del capitán británico James Cook, el HMS Endeavour. El (antiguo) vagón especial del tren Coast Starlight de Amtrak se conoce como vagón Pacific Parlour, no Pacific Parlor. Nombres propios como Pearl Harbor o Sydney Harbour suelen escribirse según su vocabulario ortográfico nativo.
El nombre de la hierba savory se escribe así en todas partes, aunque el adjetivo relacionado savo(u)ry, como savo(u)r, lleva una u en el Reino Unido. Honor (el nombre) y arbor (la herramienta) llevan -or en Gran Bretaña, como ya se ha mencionado, al igual que la palabra pallor. Como sustantivo general, rigour /ˈrɪɡər/ lleva u en el Reino Unido; el término médico rigor (a veces /ˈraɪɡər/) no, como en rigor mortis, que es latín. Sin embargo, las derivaciones de rigour/rigor, como rigorous, suelen escribirse sin u, incluso en el Reino Unido. Las palabras con la terminación -irior, -erior o similares se escriben así en todas partes.
La palabra armour fue antaño algo común en el uso estadounidense, pero ha desaparecido salvo en algunas marcas como Under Armour.
El sufijo agente -or (separator, elevator, translator, animator, etc.) se escribe así tanto en el inglés americano como en el británico.

#### Uso en la Mancomunidad
Los países de la Mancomunidad siguen normalmente el uso británico. El inglés canadiense suele utilizar la terminación -our y -our- en derivados y formas flexionadas. Sin embargo, debido a la estrecha relación histórica, económica y cultural con Estados Unidos, a veces también se utiliza la terminación -or. A finales del siglo XIX y principios y mediados del XX, la mayoría de los periódicos canadienses optaron por el uso estadounidense de las terminaciones -or, en un principio para ahorrar tiempo y dinero en la era de los tipos móviles manuales. Sin embargo, en la década de 1990, la mayoría de los periódicos canadienses actualizaron oficialmente sus políticas ortográficas al uso británico de -our. Esto coincidió con un renovado interés por el inglés canadiense y con la publicación del Gage Canadian Dictionary actualizado en 1997 y del primer Canadian Oxford Dictionary en 1998. Históricamente, la mayoría de las bibliotecas e instituciones educativas de Canadá han apoyado el uso del Oxford English Dictionary en lugar del Webster's Dictionary estadounidense. En la actualidad, muchos canadienses consideran que el uso de un conjunto distintivo de grafías en inglés canadiense es uno de los aspectos únicos de la cultura canadiense (especialmente en comparación con Estados Unidos).
En Australia, las terminaciones -or se utilizaron durante todo el siglo XIX y principios del XX. Sin embargo, al igual que en Canadá, la mayoría de los principales periódicos australianos han cambiado las terminaciones "-or" por "-our". La grafía "-our" se enseña en las escuelas de todo el país como parte del plan de estudios australiano. El uso más notable en todo el país de la terminación -or es para uno de los principales partidos políticos del país, el Australian Labor Party, que originalmente se llamaba "the Australian Labour Party" (nombre adoptado en 1908), pero al que con frecuencia se hacía referencia tanto como "Labour" como "Labor". El "Labor" se adoptó a partir de 1912 debido a la influencia del movimiento obrero estadounidense y de King O'Malley. Además, algunos topónimos de Australia Meridional, como Victor Harbor, Franklin Harbor u Outer Harbor, suelen escribirse con la grafía -o. Aparte de eso, -our es ya casi universal en Australia, pero las terminaciones -or siguen siendo una variante minoritaria. El inglés neozelandés, aunque comparte algunas palabras y sintaxis con el australiano, sigue el uso británico.

### -re, -er
En inglés británico, algunas palabras del francés, latín o griego terminan con una consonante seguida de -re (pronunciada /ə(r)/). En el inglés americano moderno, la mayoría de estas palabras tienen la terminación -er. La diferencia es más común en las palabras que terminan en -bre o -tre: Las grafías británicas calibre, centre, fibre, goitre, litre, lustre, manoeuvre, meagre, metre, mitre, nitre, ochre, reconnoitre, sabre, saltpetre, sepulchre, sombre, spectre, theatre (véase excepciones) y titre tienen -er en la grafía estadounidense.
En Gran Bretaña, las grafías -re y -er eran comunes antes de la publicación del diccionario de Johnson de 1755. Después, -re se convirtió en el uso más común en Gran Bretaña. En Estados Unidos, tras la publicación del Webster's Dictionary a principios del siglo XIX, el inglés americano se estandarizó y utilizó exclusivamente la grafía -er.
Además, la ortografía de algunas palabras ha pasado de -re a -er en ambas variedades. Entre ellas se incluyen September, October, November, December, amber, blister, cadaver, chamber, chapter, charter, cider, coffer, coriander, cover, cucumber, cylinder, diaper, disaster, enter, fever, filter, gender, leper, letter, lobster, master, meager, member, minister, monster, murder, number, offer, order, oyster, powder, proper, render, semester, sequester, sinister, sober, surrender, tender, y tiger. Las palabras que utilizan el sufijo "-meter" (del griego antiguo -μέτρον métron, a través del francés -mètre) normalmente tenían la grafía -re desde su uso más temprano en inglés, pero fueron sustituidas por -er. Algunos ejemplos son thermometer y barometer.
La e que precede a la r se mantiene en las formas inflexionadas americanas de sustantivos y verbos, por ejemplo, fibers, reconnoitered, centering, que son fibres, reconnoitred y centring respectivamente en inglés británico. Según el OED, centring es una "palabra... de 3 sílabas (en pronunciación cuidadosa)" (es decir, /ˈsɛntərɪŋ/), aunque no hay vocal en la grafía correspondiente a la segunda sílaba (/ə/). La tercera edición del OED (entrada revisada en junio de 2016) permite dos o tres sílabas. En el sitio web Oxford Dictionaries Online, la versión de tres sílabas solo aparece como la pronunciación estadounidense de centering. La e se suprime para otras derivaciones, por ejemplo, central, fibrous, spectral. Sin embargo, la existencia de palabras relacionadas sin e antes de la r no prueba la existencia de una grafía británica -re: por ejemplo, entry y entrance proceden de enter, que no se escribe entre desde hace siglos.
La diferencia se refiere únicamente a las palabras raíz; -er, en lugar de -re, es universal como sufijo para las formas agentivas (reader, user, winner) y comparativas (louder, nicer). Uno de los resultados es la distinción británica entre meter para un instrumento de medida y metre para la unidad de longitud. Pero, mientras que "poetic metre" se escribe a menudo como -re, pentámetro, hexameter, etc. son siempre -er.

#### Excepciones
Muchas otras palabras llevan -er en inglés británico. Entre ellas se incluyen palabras germánicas como anger (ira), mother (madre), timber (madera) y water (agua), y palabras derivadas del romance como danger (peligro), quarter (barrio) y river (río).
La terminación -cre, como en acre, lucre, massacre y mediocre, se utiliza tanto en inglés británico como en inglés americano para indicar que la c se pronuncia /k/ en lugar de /s/. Las grafías euchre y ogre también coinciden en inglés británico y americano.
Fire y su adjetivo asociado fiery son iguales en inglés británico y americano, aunque el sustantivo se escribía fier en inglés antiguo y medio.
 Theater es la grafía estadounidense predominante para referirse tanto a las artes dramáticas como a los edificios donde tienen lugar representaciones escénicas y proyecciones de películas (es decir, "movie theaters"); por ejemplo, un periódico nacional como The New York Times utilizaría theater en su sección de entretenimiento. Sin embargo, la grafía theatre aparece en los nombres de muchos teatros neoyorquinos de Broadway (cf. Broadway theatre) y de otros lugares de Estados Unidos. En 2003, The New York Times se refirió al American National Theatre como "American National Theater", pero la organización utiliza "re" en la grafía de su nombre. El John F. Kennedy Center for the Performing Arts de Washington D. C. utiliza la grafía estadounidense más común theater en sus referencias al The Eisenhower Theater, parte del Kennedy Center. Algunos cines fuera de Nueva York también utilizan la grafía theatre. La palabra "theater" en inglés americano es un lugar en el que tienen lugar tanto representaciones escénicas como proyecciones de películas, pero en inglés británico un "theatre" es un lugar en el que tienen lugar representaciones escénicas pero no proyecciones de películas - éstas tienen lugar en un cine, o "picture theatre" en Australia.
En Estados Unidos, a veces se utiliza la grafía theatre para referirse a la forma artística del teatro, mientras que el propio edificio, como se ha señalado anteriormente, suele escribirse theater. Por ejemplo, la Universidad de Wisconsin-Madison tiene un "Department of Theatre and Drama", que ofrece cursos que conducen a la "Bachelor of Arts in Theatre", y cuyo objetivo declarado es "to prepare our graduate students for successful 21st Century careers in the theatre both as practitioners and scholars".
Algunos topónimos de Estados Unidos utilizan Centre en sus nombres. Algunos ejemplos son el centro comercial Stonebriar Centre, las ciudades de Rockville Centre y Centreville, el Centre County y el Centre College. A veces, estos lugares fueron nombrados antes de los cambios ortográficos, pero más a menudo la ortografía sirve como una afectación. Los nombres propios suelen escribirse según su vocabulario ortográfico nativo; así, por ejemplo, aunque Peter es la forma habitual del nombre de pila masculino, como apellido se encuentran tanto las grafías Peter como Petre (esta última, en particular, la de un lord británico).
En el caso del británico accoutre, la práctica estadounidense varía: el Merriam-Webster Dictionary prefiere la grafía -re, pero The American Heritage Dictionary of the English Language prefiere la grafía -er.
Los préstamos franceses más recientes mantienen la grafía -re en inglés americano. No son excepciones cuando se utiliza una pronunciación a la francesa (/rə/ en lugar de /ə(r)/), como en double entendre, genre y oeuvre. Sin embargo, la pronunciación /ə(r)/ no acentuada de una terminación -er se utiliza más (o menos) a menudo con algunas palabras, como cadre, macabre, maître d', Notre Dame, piastre y timbre.

#### Uso en la Mancomunidad
Las terminaciones -re son mayoritariamente estándar en toda la Mancomunidad. Las grafías -er se reconocen como variantes menores en Canadá, en parte debido a la influencia de Estados Unidos. A veces se utilizan en nombres propios (como el polémico Centerpoint Mall de Toronto).

### -ce, -se
Para advice/advise y device/devise, tanto el inglés americano como el británico mantienen la distinción sustantivo-verbo tanto gráfica como fonéticamente (donde la pronunciación es -/s/ para el sustantivo y -/z/ para el verbo). Para licence/license o practice/practise, el inglés británico también mantiene la distinción sustantivo-verbo gráficamente (aunque fonéticamente las dos palabras de cada par son homófonas con pronunciación -/s/). Por otro lado, el inglés americano utiliza license y practice tanto para sustantivos como para verbos (con pronunciación -/s/ también en ambos casos).
El inglés americano ha mantenido la ortografía anglo-francesa para defense y offense, que son defence  y offence en el inglés británico. Del mismo modo, existe la forma americana americana pretense y la forma británica pretence; pero derivados como defensive, offensive y pretension siempre se escriben así en ambos sistemas.
El uso australiano y canadiense sigue generalmente el británico.

### -xion, -ction
La grafía connexion es ahora poco común en el uso cotidiano británico, su uso disminuye a medida que se atenúa el conocimiento del latín, y casi nunca se ha utilizado en los EE. UU.: la forma más común connection se ha convertido en la norma en todo el mundo. Según el Oxford English Dictionary, la grafía más antigua es más conservadora desde el punto de vista etimológico, ya que la palabra latina original tenía -xio-. El uso estadounidense procede de Webster, que abandonó -xion y prefirió -ction. Connexion siguió siendo el estilo de la casa de The Times de Inglaterra hasta los años 80 y fue utilizado por Post Office Telecommunications para sus servicios telefónicos en los años 70, pero para entonces ya había sido superado por connection en el uso habitual (por ejemplo, en los periódicos más populares). Connexion (y sus derivados connexional y connexionalism) sigue utilizándose en la Iglesia Metodista de Gran Bretaña para referirse a toda la iglesia en contraposición a sus distritos, circuitos e iglesias locales constituyentes, mientras que la Iglesia metodista unida, de mayoría estadounidense, utiliza Connection.
Complexion (que procede de complex) es estándar en todo el mundo y complection es poco frecuente. Sin embargo, el adjetivo complected (como en "dark-complected"), aunque a veces está proscrito, se usa al igual que complexioned en EE. UU. En el Reino Unido no se utiliza de este modo, aunque existe un raro significado alternativo de complicated.
En algunos casos, las palabras con grafías "anticuadas" se mantienen ampliamente en EE. UU. por razones históricas (cf. connexionalism).

## Grafías derivadas del griego y del latín

### aeyoe
Muchas palabras, sobre todo médicas, que se escriben con ae/æ u oe/œ en inglés británico se escriben sólo con e en inglés estadounidense. Los sonidos en cuestión son /iː/ o /ɛ/ (o, sin acentuar,/i/, /ɪ/ o /ə/). Ejemplos (con letra no americana en negrita): aeon, anaemia, anaesthesia, caecum, caesium, coeliac, diarrhoea, encyclopaedia, faeces, foetal, gynaecology, haemoglobin, haemophilia, leukaemia, oesophagus, oestrogen, orthopaedic, palaeontology, paediatric, paedophile. Oenology es aceptable en inglés americano, pero se considera una variante menor de enology, mientras que aunque archeology y ameba existen en inglés americano, las versiones británicas amoeba y archaeology son más comunes. La sustancia química haem (denominada así por ser una abreviatura de haemoglobin) se escribe heme en inglés americano, para evitar confusiones con hem.
El inglés canadiense sigue mayoritariamente al estadounidense en este aspecto, aunque se divide en gynecology(por ejemplo, Society of Obstetricians and Gynaecologists of Canada frente al perfil de especialidad canadiense de Obstetrics/gynecology de la Asociación Médica Canadiense). Pediatrician se prefiere aproximadamente 10 a 1 sobre paediatrician, mientras que foetal y oestrogen son igualmente infrecuentes.
Entre las palabras que pueden escribirse de ambas formas en inglés estadounidense figuran aesthetics y archaeology (que suelen prevalecer sobre esthetics y archeology), así como palaestra, cuya forma simplificada palestra es descrita por Merriam-Webster como "principalmente británica". Se trata de una regla inversa a la habitual, según la cual la ortografía británica utiliza la ae/oe y la estadounidense simplemente la e.
Entre las palabras que pueden escribirse de ambas formas en inglés británico figuran chamaeleon, encyclopaedia, homoeopathy, mediaeval (una variante menor tanto en AmE como en BrE), foetid y foetus. Las grafías foetus y foetal son britanismos basados en una etimología errónea. La grafía original etimológicamente correcta fetus refleja el original latino y es la grafía estándar en las revistas médicas de todo el mundo; el Oxford English Dictionary señala que "En los manuscritos latinos se utilizan tanto fētus como foetus".
<αι> y <οι>, que son diptongos en griego antiguo, se transliteraron al latín como <ae> y <oe>. Las ligaduras æ y œ se introdujeron cuando los sonidos se convirtieron en monoftongos, y posteriormente se aplicaron a palabras que no eran de origen griego, tanto en latín (por ejemplo, cœli) como en francés (por ejemplo, œuvre). En inglés, que ha adoptado palabras de las tres lenguas, es habitual sustituir Æ/æ con Ae/ae y Œ/œ con Oe/oe. En muchas palabras, el dígrafo se ha reducido a una e solitaria en todas las variedades del inglés: por ejemplo, oeconomics, praemium, y aenigma. En otras, se mantiene en todas las variedades: por ejemplo, phoenix, y normalmente subpoena, sin embargo, también se usó Phenix en Virginia. Esto es especialmente cierto en el caso de los nombres:Aegean (el mar), Caesar, Oedipus, Phoebe, etc. No hay reducción de los plurales latinos -ae (por ejemplo, larvae); tampoco cuando el dígrafo <ae>/<oe> no resulta de la ligadura a la griega: por ejemplo, maelstrom, toe. La forma británica aeroplane es un ejemplo (compárese con otras palabras aero- como aerosol). La forma norteamericana airplane no es una reformulación, sino un retroceso, inspirado en airship (dirigible) y aircraft (avión). La palabra airplane data de 1907, cuando el prefijo aero- era trisílabo y se escribía a menudo aëro-.

#### Uso en la Mancomunidad
En Canadá, la e se prefiere generalmente a la oe y a menudo a la ae, [cita requerida] pero la oe y la ae se encuentran a veces en escritos académicos y científicos, así como en publicaciones gubernamentales (por ejemplo, la lista de tarifas del Plan de Seguro Médico de Ontario) y en algunas palabras como palaeontology o aeon. En Australia, se puede escribir medieval con e en lugar de ae, como en Estados Unidos, junto con otras muchas palabras como eon o fetus, mientras que otras palabras como oestrogen o paediatrician se escriben como en Gran Bretaña. El Macquarie Dictionary también señala una tendencia creciente a sustituir ae y oe por e en todo el mundo y, con la excepción de manoeuvre, todas las grafías británicas o americanas son variantes aceptables. En el resto del mundo, prevalece el uso británico, pero cada vez se utilizan más las grafías con sólo e. Manoeuvre es la única grafía en Australia y la más común en Canadá, donde también se encuentran a veces maneuver y manoeuver.

## Grafías derivadas del griego (a menudo a través del latín y el romance)

### -ise, -ize (-isation, -ization)

#### Origen y recomendaciones
En Gran Bretaña, la grafía -ize suele considerarse erróneamente como un americanismo. Se utiliza desde el siglo XV y precede en más de un siglo a la grafía -ise. El sufijo formador de verbos -ize procede directamente del griego antiguo -ίζειν (-ízein) o del latín tardío -izāre, mientras que -ise viene del francés -iser. El Oxford English Dictionary (OED) recomienda -ize y recoge la forma -ise como alternativa.
Las publicaciones de Oxford University Press (OUP) —como A Dictionary of Modern English Usage, de Henry Watson Fowler, Hart's Rules y The Oxford Guide to English Usage— también recomiendan -ize. Sin embargo, Pocket Fowler's Modern English Usage, de Robert Allan, considera que cualquiera de las dos grafías es aceptable en cualquier lugar excepto en Estados Unidos.

#### Uso
La ortografía estadounidense evita las terminaciones -ise en palabras como organize (organizar), realize (darse cuenta) y recognize (reconocer).
La ortografía británica utiliza mayoritariamente -ise (organise, realise, recognise), aunque a veces se emplea -ize. La proporción entre -ise y -ize era de 3:2 en el Corpus Nacional Británico hasta 2002. La grafía -ise es más común en los medios de comunicación y periódicos británicos, como The Times (que cambió de convención en 1992), The Daily Telegraph, The Economist y la BBC. El Gobierno del Reino Unido utiliza además -ise, declarando "no utilizar americanismos", justificando que la grafía "se considera a menudo como tal". La forma -ize se conoce como ortografía de Oxford y se utiliza en publicaciones de la Oxford University Press, sobre todo en el Oxford English Dictionary, y de otras editoriales académicas como Nature, Biochemical Journal y The Times Literary Supplement. Puede identificarse mediante la etiqueta lingüística en-GB-oxendict del IETF (o, históricamente, por en-GB-oed).
En Irlanda, India, Australia y Nueva Zelanda prevalece la grafía -ise: en el inglés australiano se prefiere la forma -ise en una proporción de aproximadamente 3:1 según el Macquarie Dictionary.
En Canadá, la terminación -ize es más común, aunque el Libro de Ortografía de las Escuelas Públicas de Ontario deletreaba la mayoría de las palabras en la forma -ize, pero permitía la dualidad con un inserto de página hasta la década de 1970, señalando: aunque la ortografía -ize era, de hecho, la convención utilizada en el OED, que la elección de deletrear tales palabras en la forma -ise era una cuestión de preferencia personal, sin embargo un alumno habiendo tomado la decisión, de una manera u otra, a partir de entonces debe escribir de manera uniforme no sólo para una palabra dada, sino aplicar esa misma uniformidad de manera coherente para todas las palabras donde se encuentra la opción. Sin embargo, al igual que ocurre con las grafías -yze, en Canadá la forma ize sigue siendo la grafía preferida o más común, aunque todavía se pueden encontrar ambas, aunque la variante -ise, antes más común entre los canadienses de más edad, se emplea cada vez con menos frecuencia en favor de la grafía -ize. La convención alternativa ofrecida como una cuestión de elección puede haberse debido al hecho de que, aunque había un número creciente de diccionarios basados en Estados Unidos y Gran Bretaña con ediciones canadienses a finales de la década de 1970, estos eran en gran medida sólo complementarios en términos de vocabulario con definiciones posteriores. No fue hasta mediados de la década de 1990 cuando los diccionarios de base canadiense se hicieron cada vez más comunes.
En todo el mundo, las terminaciones -ize prevalecen en la escritura científica y son de uso común en muchas organizaciones internacionales, como las de las United Nations Organizations (como la World Health Organization y la International Civil Aviation Organization) y la International Organization for Standardization (pero no en la Organisation for Economic Co-operation and Development). Los manuales de estilo de la Unión Europea exigen el uso de -ise. Los correctores de la Oficina de Publicaciones de la UE velan por la coherencia ortográfica en publicaciones oficiales como el Diario Oficial de la Unión Europea (donde se publica la legislación y otros documentos oficiales), pero la grafía -ize puede encontrarse en otros documentos.
Lo mismo ocurre con las flexiones y derivaciones como colonised/colonized y modernisation/modernization.

#### Excepciones
- Algunos verbos sólo adoptan la forma -ize en todo el mundo. En estos casos, -ize no es un sufijo, por lo que no procede en última instancia del griego antiguo -ίζειν: por ejemplo, capsize, seize (excepto en las locuciones jurídicas to be seised of o to stand seised to), size y prize (que significa value, a diferencia de prise que significa pry).

- Algunos verbos sólo llevan -s- en todo el mundo: advertise, advise, arise, chastise, circumcise, comprise, compromise, demise, despise, devise, disguise, excise, exercise, franchise, guise, improvise, incise, promise, reprise, revise, rise, supervise, surmise, surprise, televise, y wise.  En algunas de ellas, -ise no es un sufijo, mientras que otras tienen un sufijo -ise con una etimología diferente, y el resto derivan de -ίζειν).

- Algunas palabras que se escriben con -ize en inglés americano no se utilizan en inglés británico. Por ejemplo, a partir del sustantivo burglar, el verbo habitual se forma por sufijación en inglés americano (burglarize) pero por derivación regresiva en inglés británico (burgle).[70]

- A la inversa, el verbo to prise (que significa "to force" o "to lever") se utiliza raramente en inglés norteamericano:[12]en su lugar se emplea pry, una derivación regresiva o alteración de prise para evitar la confusión con el sustantivo más común "prize". Cuando se utiliza en Canadá, se escribe con s, al igual que en el inglés británico, irlandés, indio, australiano, neozelandés y europeo, donde su uso es más común. Sin embargo, en las raras ocasiones en que se utiliza en EE. UU. se escribe como prize, aunque no contiene sufijo, por lo que no deriva de -ίζειν.[71][72] Una goleta de gavia construida en Australia en 1829 se llamaba Enterprize, en contraste con los barcos y naves espaciales estadounidenses llamados "Enterprise").

### -yse, -yze
La terminación -yse es británica y -yze es americana. Así, en inglés británico analyse, catalyse, hydrolyse y paralyse, pero en inglés americano analyze, catalyze, hydrolyze y paralyze.
Analyse era la grafía más común en el inglés de los siglos XVII y XVIII. Sin embargo, algunos diccionarios de la época preferían analyze, como el de John Kersey de 1702, el de Nathan Bailey de 1721 y el de Samuel Johnson de 1755. En Canadá se prefiere -yze, pero -yse es también muy común. En Sudáfrica, Australia y Nueva Zelanda, -yse es la forma predominante.
Los verbos ingleses terminados en -lyse o -lyze no son similares al verbo griego original, que es λύω lýo ("yo libero"). En su lugar, proceden de la forma sustantiva λύσις lysis, con el sufijo -ise o -ize. Por ejemplo, analyse procede del francés analyser, formado por haplología a partir del francés analysiser, que se escribiría analysise o analysize en español.
Hart's Rules for Compositors and Readers at the University Press, Oxford establecen: "En verbos como analyse, catalyse, paralyse, -lys- es parte de la raíz griega (correspondiente al elemento -lusis) y no un sufijo como -ize. Por lo tanto, la grafía -yze es etimológicamente incorrecta y no debe utilizarse, a menos que se siga el estilo de impresión estadounidense".

### -ogue, -og
El inglés británico y el de otros países de la Mancomunidad utilizan la terminación -logue, mientras que el inglés estadounidense suele emplear la terminación -log para palabras como analog(ue), catalog(ue), dialog(ue), homolog(ue), etc. En EE. UU. se utiliza la grafía -gue, como en catalogue, pero catalog es más común. En cambio, dialogue, epilogue, prologue y monologue son grafías muy comunes en comparación con dialog, etc. en el inglés estadounidense, aunque ambas formas se consideran aceptables (de ahí las formas flexionadas, cataloged y cataloging frente a catalogued y cataloguing). Palabras como demagogue, pedagogue, synagogue rara vez se utilizan sin -ue, incluso en inglés americano.
En Australia, analog es estándar para el adjetivo, pero tanto analogue como analog son corrientes para el sustantivo; en todos los demás casos prevalece fuertemente la terminación -gue, por ejemplo monologue, excepto para expresiones como dialog box en informática, que también se utilizan en otros países de la Mancomunidad. En Australia, analog se utiliza en su sentido técnico y electrónico, como en analog electronics. En Canadá y Nueva Zelanda se utiliza analogue, pero analog tiene cierta vigencia como término técnico (por ejemplo, en electrónica, como en "analog electronics" frente a "digital electronics" y algunas consolas de videojuegos pueden tener un analog stick). La -ue está ausente en todo el mundo en palabras relacionadas como analogy, analogous y analogist.
Tanto el inglés británico como el americano utilizan la grafía -gue con -ue muda para ciertas palabras que no forman parte del conjunto -ogue, como tongue (cf. tong), plague, vague y league. Además, cuando la -ue no es muda, como en las palabras argue, ague y segue, todas las variedades del inglés utilizan -gue.

## Consonantes dobles
El plural del sustantivo bus suele ser buses, siendo busses una variante americana menor. A la inversa, las inflexiones del verbo bus suelen doblar la s en británico (busses, bussed, bussing), pero no en americano (buses, bused, busing). En Australia, ambas son comunes, con la americana ligeramente más común.

### Doble consonante en inglés británico
La consonante final de una palabra inglesa se duplica a veces tanto en la ortografía estadounidense como en la británica cuando se añade un sufijo que empieza por vocal, por ejemplo strip/stripped, lo que evita la confusión con stripe/striped y muestra la diferencia de pronunciación (véase dígrafo). Generalmente, esto sólo ocurre cuando la última sílaba de la palabra está acentuada y cuando también termina con una vocal solitaria seguida de una consonante solitaria. En el inglés británico, sin embargo, la -l final suele duplicarse incluso cuando la sílaba final no está acentuada. Esta excepción ya no es habitual en el inglés americano, al parecer debido a Noah Webster. Sin embargo, los diccionarios Merriam-Webster Collegiate y American Heritage siguen considerando aceptables las grafías -ll-.
- La duplicación del inglés británico se utiliza para todas las inflexiones (-ed, -ing, -er, -est) y para los sufijos sustantivales -er y -or. Por lo tanto, el uso en inglés británico es cancelled, counsellor, cruellest, labelled, modelling, quarrelled, signalling, traveller, y travelling. Los estadounidenses suelen utilizar canceled, counselor, cruelest, labeled, modeling, quarreled, signaling, traveler, y  traveling. Sin embargo, para ciertas palabras como cancelled, la grafía -ll- es muy común también en el inglés americano.
  - La palabra parallel mantiene una sola -l- en inglés británico, al igual que en inglés americano (paralleling, unparalleled), para evitar la agrupación -llell-.
  - Las palabras con dos vocales antes de la l final también se escriben con -ll- en inglés británico antes de un sufijo cuando la primera vocal actúa como consonante (equalling e initialled; en Estados Unidos, equaling e initialed), o pertenece a una sílaba separada (British di•alled y fu•el•ling; American di•aled y fu•el•ing).
    - El británico woollen es otra excepción debido a la doble vocal (americano: woolen). También wooly se acepta en inglés americano, aunque woolly prevalece en ambos sistemas.[12]
    - El verbo surveil, una derivación regresiva de surveillance, siempre hace surveilled, surveilling.[78][79]

- Las terminaciones -ize/-ise, -ism, -ist, -ish no suelen llevar doble l en inglés británico; por ejemplo, devilish, dualism, normalise y novelist.
  - Excepciones: duellist, medallist, panellist, tranquillise, y a veces triallist en inglés británico.

- Para -ous, el inglés británico tiene una sola l en scandalous y perilous, pero la "ll" en libellous y marvellous.

- Para -ee, el inglés británico tiene libellee.

- Para -age, el inglés británico tiene pupillage y vassalage.

- El inglés americano a veces tiene una -ll- no acentuada, como en el Reino Unido, en algunas palabras en las que la raíz tiene -l. Se trata de casos en los que el cambio se produce en la lengua de origen, que a menudo era el latín. (Ejemplos: bimetallism, cancellation, chancellor, crystallize, excellent, raillery y tonsillitis).

- Todas las formas del inglés tienen compelled, excelling, propelled, rebelling (nótese la diferencia de acento); revealing, fooling (nótese la doble vocal antes de la l); y hurling (consonante antes de la l).

- El inglés canadiense y australiano sigue mayoritariamente el uso británico.[12]

Entre las consonantes distintas de la l, la práctica varía en algunas palabras, como cuando la sílaba final tiene acento secundario o una vocal no reducida. En Estados Unidos, las grafías kidnaped y worshiped, introducidas por el Chicago Tribune en la década de 1920, son comunes, pero prevalecen kidnapped y worshipped. Kidnapped y worshipped son las únicas grafías británicas estándar. Sin embargo, focused es la grafía predominante tanto en el inglés británico como en el estadounidense, siendo focussed sólo una variante menor en el inglés británico.
Otros: 
- En inglés británico se usa calliper o caliper; en inglés americano, caliper.
- En inglés británico se usa jewellery; en inglés americano, jewelry. La palabra procede del francés antiguo jouel[84] (cuyo equivalente en francés contemporáneo es joyau, con el mismo significado). La pronunciación estándar  /ˈdʒuːəlri/[85] no refleja esta diferencia, pero la pronunciación no estándar  /ˈdʒuːləri/ (que existe en Nueva Zelanda y Gran Bretaña, de ahí la palabra del argot de rima tomfoolery  /tɒmˈfuːləri/) sí lo hace. Según Fowler, jewelry solía ser la grafía "retórica y poética" en el Reino Unido, y The Times la siguió utilizando hasta mediados del siglo XX. Canadá tiene ambas, pero jewellery se utiliza con más frecuencia. Asimismo, en la Mancomunidad (incluido Canadá) se utiliza jeweller y en EE. UU. jeweler para un vendedor de joyas.

### Dobles en inglés americano
A la inversa, hay palabras en las que los escritores británicos prefieren una sola l y los estadounidenses una doble l. En el uso estadounidense, no se suele cambiar la ortografía de las palabras cuando forman la parte principal (no prefijo ni sufijo) de otras palabras, sobre todo en palabras de nueva formación y en palabras cuya parte principal es de uso común. Entre las palabras con esta diferencia ortográfica se incluyen appall, enrollment, fulfillment, fulfillment, installment, skillful, thralldom, willful. Estas palabras tienen cognados monosilábicos que siempre se escriben con -ll: pall, roll, fill, stall, skill, thrall, will. Los casos en los que, sin embargo, aparece una sola l tanto en el inglés americano como en el británico incluyen null→annul, annulment; till→until (aunque algunos prefieren til para reflejar la sola l de until, a veces usando un apóstrofo inicial ('til); esto debería considerarse una hipercorrección, ya que till es anterior al uso de until); y otros en los que la conexión no está clara o el cognado monosilábico no es de uso común en el inglés americano (por ejemplo, null se usa principalmente como término técnico en derecho, matemáticas e informática).
En el Reino Unido, se prefiere generalmente una sola l en las formas americanas distill, instill, enroll, enthrallment y enthrall, aunque antes se usaba ll; éstas se escriben siempre con ll en el uso americano. Las antiguas grafías británicas dulness, instal y fulness son ahora bastante raras. El escocés tolbooth está emparentado con tollbooth, pero tiene un significado distinto.
Tanto en el uso americano como en el británico, las palabras que normalmente se escriben -ll suelen eliminar la segunda l cuando se usan como prefijos o sufijos, por ejemplo all→almighty, altogether; full→handful, useful; well→welcome, welfare; chill→chilblain. 
Tanto el británico fulfill como el americano fulfill nunca usan -ll- en medio (es decir, *fullfill y *fullfil son incorrectos).
Johnson dudó sobre esta cuestión. Su diccionario de 1755 lematiza distil e instill, downhil y uphill.

## Omisión de la "e"
El inglés británico a veces mantiene la "e" muda cuando añade sufijos, mientras que el inglés americano no lo hace. En general, el inglés británico la omite sólo en algunos casos en los que es necesaria para mostrar la pronunciación, mientras que el inglés americano sólo la utiliza cuando es necesario.
- El británico prefiere "ageing",[12] el americano suele "aging" (compárese "ageism", "raging"). Para el sustantivo o verbo "route", el inglés británico utiliza a menudo routeing,[89] pero en el americano se emplea routing. El término militar rout forma en todas partes routing. Sin embargo, todas estas palabras forman "router", ya se utilicen en el contexto de la carpintería, las comunicaciones de datos o el militar. (Por ejemplo: "Attacus was the router of the Huns at ....").

Ambas formas del inglés mantienen la "e" muda en las palabras dyeing, singeing y swingeing (en el sentido de dye, singe y swinge), para distinguirlas de dying, singing y swinging (en el sentido de die, sing, y swing). En cambio, el verbo bathe y el verbo británico bath forman ambos bathing. Ambas formas del inglés varían para tinge y twinge; ambas prefieren cringing, hinging, lunging, syringing.
- Antes de -able, el inglés británico prefiere likeable, liveable, rateable, saleable, sizeable, unshakeable,[90] mientras que la práctica estadounidense prefiere suprimir la "-e"; pero tanto el inglés británico como el estadounidense prefieren breathable, curable, datable, lovable, movable, notable, provable, quotable, scalable, solvable, usable,[90] y aquellos en los que la raíz es polisílaba, como believable o decidable. Ambos sistemas mantienen la "e" muda cuando es necesaria para preservar una "c", "ch" o "g" suave, como en cacheable, changeable, traceable; ambos suelen mantener la "e" después de "-dge", como en knowledgeable, unbridgeable e unabridgeable ("These rights are unabridgeable").
- Tanto abridgment como abridgement, más habitual, son corrientes en EE. UU., sólo esta última en el Reino Unido.[12] Lo mismo ocurre con la palabra lodg(e)ment. Tanto judgment como judgement se utilizan indistintamente en todas partes, aunque el primero prevalece en EE. UU. y el segundo en el Reino Unido,[12] excepto en la práctica jurídica, donde judgment es la norma. Lo mismo ocurre con abridgment y acknowledgment. Ambos sistemas prefieren el fledgling al fledgeling, pero el ridgeling al ridgling. Acknowledgment, acknowledgement, abridgment y abridgement se utilizan en Australia; las formas más cortas están avaladas por el Gobierno del Territorio de la Capital Australiana.[8][91] Aparte de cuando se suelta la "e" y en la palabra gaol y algunas pronunciaciones de margarine, la "g" sólo puede ser suave cuando va seguida de una "e", "i" o "y".
- La palabra "blue" siempre suelta la "e" cuando forma "bluish" o "bluing".

## Uso de la "c"
La "c" suele ser suave cuando va seguida de "e", "i" o "y". Una palabra cuya pronunciación es una excepción en inglés británico, "sceptic", se escribe "skeptic" en inglés americano. Véase el apartado de Otras diferencias ortográficas.

## Diferentes grafías para diferentes significados
- dependant o dependent (sustantivo): los diccionarios británicos distinguen entre dependent (adjetivo) y dependant (sustantivo). En EE. UU., dependent es habitual tanto para sustantivo como para adjetivo, independientemente de que dependant también sea una variante aceptable para la forma sustantivada en EE. UU.[92]
- disc o disk: Tradicionalmente, disc solía ser británico y disk estadounidense. Ambas grafías son etimológicamente correctas (griego diskos, latín discus), aunque disk es anterior.  En informática, disc se utiliza para los discos ópticos (por ejemplo, un CD, Compact Disc; DVD, Digital Versatile/Video Disc; MCA DiscoVision, LaserDisc), por elección del grupo que acuñó y registró el nombre Compact Disc, mientras que disk se utiliza para los productos que utilizan soporte magnético (por ejemplo, discos duros o disquetes, también conocidos como diskettes).[93]
- enquiry o inquiry:[12] Según Fowler, "inquiry" debe utilizarse en relación con una investigación (inquest) formal, y "enquiry" con el acto de interrogar. Muchos autores británicos (aunque no todos) mantienen esta distinción; el OED, en su entrada de 1900, recoge inquiry y enquiry como alternativas iguales, en ese orden (con la adición de "public inquiry" en un añadido de 1993). Algunos diccionarios británicos, como el Chambers 21st Century Dictionary,[94] presentan las dos grafías como variantes intercambiables en el sentido general, pero prefieren inquiry para el sentido de "investigación formal". En EE. UU., sólo se utiliza inquiry; el título del National Enquirer, como nombre propio, es una excepción. En Australia, inquiry y enquiry suelen ser intercambiables.[95]
- ensure o insure: En el Reino Unido, Australia y Nueva Zelanda, la palabra ensure (asegurarse, cerciorarse) tiene un significado distinto de la palabra insure (a menudo seguida de against - garantizar o proteger contra, normalmente mediante una "póliza de seguros"). La distinción sólo tiene un siglo de antigüedad.[12] En el uso estadounidense, insure también puede utilizarse en el primer sentido, pero ensure no en el segundo. Según las notas de uso de Merriam-Webster, ensure e insure "son intercambiables en muchos contextos en los que indican la certeza o inevitabilidad de un resultado, pero ensure puede implicar una garantía virtual: the government has ensured' the safety of the refugees, mientras que insure a veces subraya la toma de medidas necesarias de antemano 'careful planning should insure the success of the party."[96]
- matt o matte: En el Reino Unido, matt se refiere a una superficie sin brillo, y matte a la técnica del motion-picture; en Estados Unidos, matte abarca ambas.[12]
- programme o program: El británico programme procede del latín postclásico programma y del francés programme. Program apareció por primera vez en Escocia en 1633 (antes que programme en Inglaterra en 1671) y es la única grafía que se encuentra en Estados Unidos. La entrada del OED, actualizada en 2007, dice que program se ajusta a la representación habitual del griego como en anagrama, diagrama, telegrama, etc. En inglés británico, program es la grafía habitual para programas informáticos, pero para otros significados se utiliza programme. Nueva Zelanda también sigue esta pauta. En Australia, program ha sido aprobado por las normas de escritura gubernamentales para todas las acepciones desde la década de 1960,[12] y figura como grafía oficial en el Macquarie Dictionary;[8] véase también el nombre de The Micallef P(r)ogram(me). En Canadá prevalece program, y el diccionario Oxford canadiense no hace distinción de significado entre program y programme. Sin embargo, algunos documentos gubernamentales canadienses utilizan programme en todos los sentidos de la palabra, y también para coincidir con la ortografía del equivalente francés.[12]
- tonne o ton: En el Reino Unido, Australia y Nueva Zelanda, la grafía tonne se refiere a la unidad métrica (1.000 kilogramos), que es la nomenclatura utilizada en las unidades del SI, mientras que en Estados Unidos la misma unidad se denomina metric ton. Canadá utiliza cualquiera de las dos nomenclaturas.[97] Ton sin calificar suele referirse al long ton (2.240 libras o 1.016 kilogramos) en el Reino Unido y al short ton (2.000 libras o 907 kilogramos) en EE. UU. (pero nótese que tonne y long ton sólo difieren en un 1,6%, y son aproximadamente intercambiables cuando la precisión no es crítica; ton y tonne suelen pronunciarse igual al hablar).
- metre o meter: En inglés británico se distingue entre metre como unidad de longitud y meter en el sentido de amperímetro o contador de agua, mientras que la grafía estadounidense estándar para ambos es "meter".[98]

## Diferentes grafías para diferentes pronunciaciones
En algunos casos, la misma palabra tiene una ortografía diferente que refleja una pronunciación distinta.
Además de los casos diversos que se enumeran en la tabla siguiente, los tiempos pasados de algunos verbos irregulares difieren tanto en ortografía como en pronunciación, como ocurre con smelt (Reino Unido) frente a smelled (Estados Unidos) (véase Diferencias gramaticales entre el inglés americano y el inglés británico: Morfología verbal).
| Reino Unido      | Estados Unidos          | Notas |
| ---------------- | ----------------------- | --- |
| aeroplane        | airplane                | Aeroplane, originalmente un préstamo francés con un significado diferente, es la grafía más antigua. Los usos más antiguos de la grafía airplane son británicos. Según el OED, "[a]irplane se convirtió en el término estadounidense estándar (en sustitución de aeroplane) tras su adopción por el Comité Asesor Nacional para la Aeronáutica en 1916. Aunque A. Lloyd James recomendó su adopción por la BBC en 1928, hasta hace poco no ha sido más que una forma ocasional en el inglés británico". En el British National Corpus, aeroplane supera a airplane en más de 7:1 en el Reino Unido. El caso es similar para el británico aerodrome y el estadounidense airdrome; Aerodrome se utiliza meramente como término técnico en Australia, Canadá y Nueva Zelanda. Los prefijos aero- y air- significan aire. El primero procede del griego antiguo ἀήρ (āēr). Así, el prefijo aparece en aeronautics, aerostatics, aerodynamics, aeronautical engineering, etc., mientras que el segundo aparece invariablemente en aircraft, airport, airliner, airmail, etc. En Canadá, airplane es más común que aeroplane, aunque aeroplane se utiliza como parte del término reglamentario "ultra-light aeroplane". |
| aluminium        | aluminum                | La grafía aluminium es el estándar internacional en las ciencias según las recomendaciones de la IUPAC. Humphry Davy, descubridor del elemento, propuso primero el nombre de alumium, y más tarde el de aluminum. Finalmente se adoptó el nombre de aluminium para ajustarse a la terminación -ium de algunos elementos metálicos. Canadá utiliza aluminum y Australia y Nueva Zelanda aluminium, según sus respectivos diccionarios, aunque la asociación comercial canadiense se llama "Aluminium Association of Canada". |
| ampoule          | ampoule o ampule        | La grafía -poule y la pronunciación /-puːl/, que reflejan el origen francés de la palabra, son comunes en América, mientras que -pule y /-pjuːl/ son poco frecuentes en Gran Bretaña. Otra variante estadounidense es ampul. |
| arse             | ass                     | En sentido vulgar "buttocks" ("anus"/"wretch"/"idiot"); el sentido no relacionado "donkey" es ass en ambos. Arse se utiliza muy poco en EE. UU., aunque a menudo se entiende, mientras que ambos se emplean en inglés británico (considerándose arse vulgar). Arse también se utiliza en Terranova. |
| behove           | behoove                 | En el siglo XIX, la grafía behove se pronunciaba rimando con move. Posteriormente, en América se adoptó una grafía de pronunciación con doble oo, mientras que en Gran Bretaña se adoptó una grafía de pronunciación que rimaba con rove. |
| bogeyman         | boogeyman o boogerman   | En el Reino Unido se pronuncia /ˈboʊɡimæn/, por lo que la forma estadounidense, boogeyman /ˈbʊɡimæn/, recuerda al "boogie" musical para el oído británico. Boogerman /ˈbʊɡərmæn/ es común en el sur de EE. UU. y se asocia con el término del argot booger para mucosa nasal, mientras que la ortografía americana convencional de boogeyman no lo hace, pero se alinea más estrechamente con el significado británico donde un bogey es también moco nasal. |
| brent            | brant                   | Para la especie de ganso. |
| carburettor      | carburetor o carburator | La palabra carburetor procede del francés carbure que significa "carburo". En el Reino Unido, la palabra se escribe carburettor y se pronuncia /ˌkɑːrbjʊˈrɛtər/ o /ˈkɑːrbərɛtər/. En EE. UU., la palabra puede escribirse carburetor o carburator; se pronuncia /ˈkɑːrbəreɪtər/. |
| charivari        | shivaree, charivari     | En América, donde ambos términos son principalmente regionales, charivari suele pronunciarse como shivaree, que también se encuentra en Canadá y Cornualles, y es una variación de la palabra francesa. |
| closure          | cloture                 | Moción en procedimiento legislativo o parlamentario que pone fin rápidamente al debate. Tomado del francés clôture, que significa "cierre"; cloture sigue siendo el nombre utilizado en Estados Unidos. La grafía estadounidense se utilizó inicialmente cuando se adoptó en el Reino Unido en 1882, pero posteriormente se cambió por closure. |
| eyrie            | aerie                   | Este sustantivo (que no debe confundirse con el adjetivo eerie) rima con weary y hairy respectivamente. Ambas grafías y pronunciaciones se dan en América. |
| fillet           | fillet, filet           | Carne o pescado. Se pronuncia a la francesa (aproximadamente) en Estados Unidos; Canadá sigue la pronunciación británica y distingue entre fillet, sobre todo en lo que se refiere al pescado, y filet, en lo que se refiere a ciertos cortes de carne de vacuno. McDonald's en el Reino Unido y Australia utiliza la grafía estadounidense "filet" para su Filet-O-Fish. |
| fount            | font                    | Fount era la grafía británica estándar para designar un tipo de letra de metal (especialmente en el sentido de una remesa de tipos de metal de un estilo y tamaño, por ejemplo, "the printing company had a fount of that typeface"); duró hasta el final de la era de los tipos de metal y ocasionalmente aún se ve. Del francés fondre, "fundir". |
| furore           | furor                   | Furore es un préstamo italiano de finales del siglo XVIII que sustituyó a la forma latina en el Reino Unido en el siglo siguiente, y suele pronunciarse con una e final sonora. El uso canadiense es el mismo que el estadounidense, y Australia tiene ambos. |
| grotty           | grody                   | Acortamiento de grotesque; ambos son términos del argot de los años sesenta. |
| haulier          | hauler                  | Contratista de transportes; haulier es la grafía más antigua. |
| jemmy            | jimmy                   | En el sentido de "palanca" (crowbar). |
| moustache        | mustache moustache      | En Estados Unidos, según los diccionarios Merriam-Webster Collegiate Dictionary y The American Heritage Dictionary of the English Language, la grafía británica es la menos utilizada, aunque la pronunciación con acento en la segunda sílaba es una variante común. En Gran Bretaña se suele acentuar la segunda sílaba. |
| mum(my)          | mom(my)                 | Madre. Mom se encuentra esporádicamente de forma regional en el Reino Unido (por ejemplo, en el inglés de las West Midlands). Algunos dialectos británicos e irlandeses tienen mam, que se utiliza a menudo en el inglés del norte, el hibernoinglés y el inglés de Gales. El inglés escocés también puede usar mam, ma o maw. En la región estadounidense de Nueva Inglaterra, especialmente en el caso del Acento de boston, se suele mantener la pronunciación británica de mum, mientras que se sigue deletreando mom. En Canadá, existe tanto mom como mum; los canadienses suelen decir mum y escribir mom. En Australia y Nueva Zelanda se utiliza mum. En el sentido de cadáver conservado, se usa siempre mummy. |
| naivety, naïveté | naïveté                 | La grafía estadounidense procede del francés, y los hablantes estadounidenses suelen aproximarse a la pronunciación francesa como /nɑːˈiːv(ə)teɪ/, mientras que la grafía británica se ajusta a las normas inglesas, al igual que la pronunciación /nɑːˈiːv(ə)ti/. En el Reino Unido, naïveté es una variante menor, utilizada alrededor del 20% de las veces en el Corpus Nacional Británico; en América, naivete y naiveté son variantes marginales, y naivety casi no se registra. |
| orientated       | oriented                | En el Reino Unido, Australia y Nueva Zelanda es frecuente el uso de orientated (como en family-orientated), mientras que en Estados Unidos se utiliza exclusivamente oriented (family-oriented). Lo mismo ocurre con el negativo (disorientated, disoriented). Ambas palabras tienen el mismo origen, ya que proceden de "orient" o de su derivado "orientation". |
| pernickety       | persnickety             | Persnickety es una alteración estadounidense de finales del siglo XIX de la palabra escocesa pernickety. |
| plonk            | plunk                   | Como verbo significa "sentarse/asentado descuidadamente". |
| potter           | putter                  | Como verbo, significa "realizar tareas poco importantes". |
| pyjamas          | pajamas                 | La "y" representa la pronunciación del urdu original "pāy-jāma", y en el siglo XVIII aparecieron grafías como "paijamahs" y "peijammahs": esto se refleja en la pronunciación /paɪˈdʒɑːməz/ (con la primera sílaba rimando con "pie") ofrecida como alternativa en la primera edición del Oxford English Dictionary. También se conocen dos grafías del siglo XVIII, pero "pajama" se limitó más o menos a Estados Unidos. Canadá sigue tanto el uso británico como el estadounidense, con ambas formas comunes. |
| quin             | quint                   | Abreviaturas de quintuplet. |
| scallywag        | scalawag scallywag      | En Estados Unidos (donde se originó la palabra, como scalawag), scallywag no es desconocido. |
| sledge           | sled                    | En el uso estadounidense, el uso de sled es menor y más ligero que sledge y sólo se utiliza sobre hielo o nieve, especialmente para que jueguen los jóvenes, mientras que un sledge se utiliza para transportar cargas sobre hielo, nieve, hierba o terreno accidentado. Australia sigue el uso estadounidense. |
| speciality       | specialty               | En inglés británico, el uso estándar es speciality, pero specialty aparece en el campo de la medicina y también como término legal para un contrato sellado. En Canadá prevalece specialty. En Australia y Nueva Zelanda, ambos son corrientes. |
| titbit           | tidbit                  | Según el Oxford English Dictionary, la forma más antigua era "tyd bit", y la alteración a "titbit" se debió probablemente a la influencia de la palabra obsoleta "tit", que significaba caballo pequeño o niña. |

### Diferencias en el pasado verbal
En el Reino Unido, Irlanda, Australia, Nueva Zelanda y Canadá, es más común terminar algunos verbos en pasado con una "t", como en learnt o dreamt en lugar de learned or dreamed. Sin embargo, estas grafías también se encuentran en el inglés americano. Sin embargo, en inglés americano, burned y burnt tienen usos diferentes.
Varios verbos tienen diferentes tiempos pasados o participios pasados en inglés americano y británico:
- El pasado del verbo "to dive" (bucear) es más frecuente como "dived" en inglés británico y neozelandés. "Dove" suele utilizarse en su lugar en el inglés americano. Ambos términos se entienden en Canadá y Australia, y pueden encontrarse en uso minoritario o en dialecto regional en América.
- El pasado del verbo "to get" es "got" en todas partes; el participio pasado es "got" en inglés británico y neozelandés, sin embargo, es "gotten" en inglés estadounidense y canadiense, y ocasionalmente en inglés australiano. Ambos términos se entienden y pueden encontrarse en uso minoritario o en el dialecto regional. Una excepción es la expresión "ill-gotten", que se utiliza ampliamente en todas partes. Otra es el uso universal de "have got" para indicar posesión o necesidad: "I have got a car", "I have got to go" (mientras que "I have gotten a car" significaría "I have obtained a car", y "I have gotten to go" significaría "I have had the opportunity/privilege to go"). Nada de esto afecta a "forget" y "beget", cuyos participios pasados son "forgotten" y "begotten" en todas las variedades.

## Diferencias ortográficas generales
En la tabla siguiente, las grafías principales están por encima de las grafías alternativas aceptadas.
| Reino Unido                         | Estados Unidos      | Comentarios |
| ----------------------------------- | ------------------- | --- |
| annexe                              | annex               | To annex es el verbo tanto en el uso británico como en el estadounidense. Sin embargo, el sustantivo —un anexo de un edificio—- se escribe con -e al final en el Reino Unido, pero no en Estados Unidos. Australia sigue el uso estadounidense. |
| apophthegm                          | apothegm            | Johnson prefirió apophthegm (la ph es muda), que coincide con el en griego antiguo: ἁπόφθεγμα, romanizado: apophthegma. Webster prefirió apothegm, que coincide en latín: apothegma, y también era más común en Inglaterra hasta Johnson. Existe una palabra no relacionada que se escribe apothem en todas las regiones. |
| artefact, artifact                  | artifact            | En inglés británico, artefact es la grafía principal y artifact una variante menor. En inglés americano, artifact es la grafía habitual. Los canadienses prefieren artifact y los australianos artefact, según sus respectivos diccionarios. Artefact refleja Arte-fact(um), de origen latino. |
| axe                                 | ax, axe             | Tanto el sustantivo como el verbo. La palabra procede del inglés antiguo æx. En Estados Unidos, ambas grafías son aceptables y de uso común. El Oxford English Dictionary afirma que "la grafía ax es mejor en todos los sentidos, etimológico, fonológico y analógico, que axe, que se impuso en el siglo XIX; pero ahora ["ax"] está en desuso en Gran Bretaña". |
| camomile, chamomile                 | chamomile, camomile | La palabra deriva, a través del francés y el latín, del griego χαμαίμηλον ("manzana de tierra"). La grafía británica más común "camomile", que corresponde a la fuente francesa inmediata, es la más antigua en inglés, mientras que la grafía "chamomile" corresponde más exactamente a la fuente latina y griega última. En el Reino Unido, según el OED, "la grafía cha- se utiliza principalmente en farmacia, según el latín; la grafía con ca- es literaria y popular". En Estados Unidos, la chamomile domina en todos los sentidos. |
| carat                               | carat, karat        | La grafía con "k" sólo se utiliza en EE. UU. para medir la pureza del oro. La grafía con "c" es universal para el peso. |
| cheque                              | check               | Términos que se usan en la banca: pay cheque y paycheck. En consecuencia, el término norteamericano para lo que se conoce como current account o cheque account en el Reino Unido se escribe chequing account en Canadá y checking account en Estados Unidos. Algunas instituciones financieras norteamericanas, en particular American Express, utilizan cheque, pero se trata de una mera afectación de marca. |
| chequer                             | checker             | Como en chequerboard/checkerboard, chequered/checkered flag, etc. En Canadá y Australia, como en Estados Unidos. |
| chilli                              | chili, chile        | La palabra original en español mexicano es chile, a su vez derivada del náhuatl clásico chilli. En el Merriam-Webster's Collegiate Dictionary, chile y chilli aparecen también como variantes. |
| cipher, cypher                      | cipher              | |
| cosy                                | cozy                | En todos los sentidos (adjetivo, sustantivo, verbo). |
| coulter, colter                     | colter              | |
| doughnut                            | doughnut, donut     | En EE. UU. se utilizan ambos, indicándose donut como variante menos común de doughnut. |
| draught draft                       | draft               | El inglés británico suele utilizar draft en todos los sentidos como verbo; para una versión preliminar de un documento; para una orden de pago (bank draft), y para el reclutamiento militar (aunque este último significado no es tan común como en el inglés americano). Utiliza draught para la bebida de barril (draught beer); para los animales utilizados para tirar de cargas pesadas (draught horse); para una corriente de aire; para la profundidad mínima de agua de un barco para flotar; y para el juego draughts, conocido como checkers en América. Se utiliza draught o draft para un plano o boceto (pero casi siempre draughtsman en este sentido; un draftsman redacta documentos legales). El inglés americano utiliza draft en todos estos casos. Canadá utiliza ambos sistemas; en Australia, draft se utiliza para los dibujos técnicos, se acepta para el significado de "corriente de aire" y es el preferido por los profesionales en el sentido náutico. La pronunciación es siempre la misma para todas las acepciones dentro de un mismo dialecto (RP /drɑːft/, General American /dræft/). La grafía draught refleja la pronunciación más antigua, /drɑːxt/. Draft surgió en el siglo XVI para reflejar el cambio de pronunciación. |
| dyke                                | dike                | La grafía con "i" se encuentra a veces en el Reino Unido, pero la grafía con "y" es rara en EE. UU., donde la y distingue dike en este sentido de dyke, un término de argot (normalmente ofensivo) para referirse a una lesbiana. |
| gauge                               | gauge, gage         | Ambas grafías existen desde el inglés medio. |
| gauntlet                            | gantlet             | Cuando significa "prueba", en la frase running the ga(u)ntlet, los manuales de estilo americanos prefieren gantlet. Esta grafía no se utiliza en Gran Bretaña y es menos habitual en América que gauntlet. Esta palabra es una alteración de la anterior gantlope por etimología popular con gauntlet ("guante blindado"), siempre deletreada así. |
| glycerine                           | glycerin            | Los científicos utilizan el término glicerol (glycerol). |
| grey                                | gray                | Grey se convirtió en la grafía británica establecida en el siglo XX, pero es una variante menor en el inglés estadounidense, según los diccionarios. Los canadienses suelen preferir grey. Las dos grafías tienen la misma antigüedad, y el Oxford English Dictionary afirma que "cada una de las grafías actuales tiene algún apoyo analógico". Tanto Grey como Gray se encuentran en nombres propios en todo el mundo angloparlante. El nombre de la raza canina greyhound nunca se escribe grayhound; la palabra desciende de grighund. |
| grill, grille                       | grill, grille       | En Estados Unidos, "grille" hace referencia a la de un automóvil, mientras que "grill" se refiere a un aparato utilizado para calentar comida. Sin embargo, no es raro ver ambas grafías utilizadas en el sentido automovilístico, así como en Australia y Nueva Zelanda. En general, "grill" es más común tanto en BrE como en AmE. |
| hearken                             | hearken, harken     | La palabra procede de hark. La grafía hearken fue probablemente influenciada por hear. Ambas grafías se encuentran en todas partes. |
| idyll                               | idyl                | Idyl es la grafía de la palabra preferida en Estados Unidos por el diccionario Merriam-Webster, por la misma razón que la regla de la doble consonante; se utiliza idyll, la forma original del griego eidullion. |
| jail, gaol                          | jail                | En el Reino Unido, gaol y gaoler se utilizan a veces, aparte del uso literario, principalmente para describir un edificio y una guardia medievales. Ambas grafías se remontan al inglés medio: gaol era un préstamo del francés normando, mientras que jail era un préstamo del francés central (parisino). En el inglés medio, las dos grafías se asociaban a pronunciaciones diferentes. En el inglés actual, la palabra, se escriba como se escriba, siempre recibe la pronunciación asociada originalmente a la grafía jail /dʒeɪl/. La supervivencia de la grafía gaol en el inglés británico se debe "a la tradición oficial y estatutaria". En Australia, la grafía "gaol" es obsoleta y sólo se utiliza en contextos históricos (por ejemplo, Maitland Gaol, aunque la grafía moderna se utiliza para la atracción turística). La grafía "jail" se ha utilizado durante todo el siglo XX y el Manual de Estilo de las Publicaciones Gubernamentales la convirtió en la grafía preferida en 1978. Sin embargo, aunque los términos "jail" y "prison" son de uso común en Australia, el término "correctional facility" es el utilizado oficialmente por la mayoría de los gobiernos estatales y territoriales. |
| kerb                                | curb                | Para el sustantivo que designa el borde de una calzada (o el borde de una acera británica (pavement), estadounidense (sidewalk) y australiana (footpath). Curb es la grafía más antigua, y en el Reino Unido y EE. UU. sigue siendo la correcta para el verbo que significa restrain. |
| (kilo)gram, (kilo)gramme            | (kilo)gram          | La grafía fechada (kilo)gramme se utiliza a veces en el Reino Unido, pero nunca en Estados Unidos. (Kilo)gram es la única grafía utilizada por la Oficina Internacional de Pesas y Medidas. Lo mismo ocurre con otros términos relacionados, como decagram y hectogram. |
| liquorice                           | licorice            | La grafía estadounidense se acerca más a la fuente del francés antiguo licorece, que procede en última instancia del griego glykyrrhiza. La grafía británica está influida por la palabra liquor, que no tiene relación alguna. Licorice predomina en Canadá y es común en Australia, pero rara vez se encuentra en el Reino Unido. Liquorice es casi inexistente en EE. UU. ("principalmente británico", según los diccionarios). |
| midriff                             | midriff, midrif     | |
| mollusc                             | mollusk             | El adjetivo correspondiente puede escribirse molluscan o molluskan. |
| mould                               | mold                | En todos los sentidos de la palabra. Ambas grafías se utilizan desde el siglo XVI. En Canadá se utilizan ambas grafías. En Australia y Nueva Zelanda, "mold" se refiere a una forma para moldear una figura, mientras que "mould" se refiere al hongo. |
| moult                               | molt                | |
| neurone                             | neuron              | Canadá y Australia utilizan generalmente la "neuron" americana, según sus diccionarios correspondientes. |
| omelette                            | omelet, omelette    | La grafía omelet es la más antigua de las dos, a pesar de la etimología (French omelette). Omelette prevalece en Canadá y Australia. |
| plough                              | plow                | Ambas grafías existen desde el inglés medio. En Inglaterra, plough se convirtió en la grafía principal en el siglo XVIII. Aunque plow fue la grafía elegida por Noah Webster, plough siguió teniendo cierta vigencia en Estados Unidos, como indica la entrada de Webster's Third (1961). Los diccionarios más recientes consideran que plough es "principalmente británico". La palabra snowplough/snowplow, originalmente un americanismo, es anterior a los diccionarios Webster y se registró por primera vez como snow plough. Canadá tiene tanto plough como plow, aunque snowplow es más común. En EE. UU., plough a veces se refiere a un vehículo tirado por caballos, mientras que plow se refiere a un vehículo de gasolina. |
| primaeval                           | primeval            | Primeval también es común en el Reino Unido, pero etimológicamente "ae" está más cerca de la fuente latina primus (primer) + aevum (edad). |
| programme, program                  | program             | Mientras que en inglés británico se utiliza "program" en el caso de programas informáticos, "programme" es la grafía más utilizada para el resto de acepciones. Sin embargo, en inglés americano, "program" es la forma preferida. |
| rack and ruin                       | wrack and ruin      | Varias palabras como "rack" y "wrack" se han mezclado, aceptándose ambas grafías como variantes de los sentidos relacionados con la tortura (origin. rack) y la ruina (origin. wrack, cf. wreck). En "(w)rack and ruin", la variante sin W prevalece ahora en el Reino Unido, pero no en Estados Unidos. Sin embargo, el término es poco frecuente en Estados Unidos. |
| sceptic, skeptic                    | skeptic             | La grafía estadounidense, parecida a la griega, es la más antigua conocida en inglés. La prefería Fowler y la utilizan muchos canadienses, donde es la forma más antigua. Sceptic también es anterior a la colonización europea de EE. UU. y se deriva del francés sceptique y del latín scepticus. A mediados del siglo XVIII, el diccionario del Dr. Johnson recogía skeptic sin comentario ni alternativa, pero esta forma nunca ha sido popular en el Reino Unido; sceptic, una variante igual en el antiguo Webster's Third (1961), se ha convertido ahora en "principalmente británico". Los australianos suelen seguir el uso británico (con la notable excepción de los Australian Skeptics). Todas estas versiones se pronuncian con /k/ (una "c" fuerte), aunque en francés esa letra es muda y la palabra se pronuncia como septique. |
| slew, slue                          | slue                | Significa "girar bruscamente; un giro brusco", la grafía preferida difiere. El significado de "un gran número" suele ser slew en todas las regiones. |
| smoulder                            | smolder             | Ambas grafías se remontan al siglo XVI y existen desde el inglés medio. |
| storey, storeys                     | story, stories      | Nivel de un edificio. La letra "e" se utiliza en el Reino Unido y Canadá para diferenciar entre los niveles de los edificios y una historia como en una obra literaria. Story es la grafía más antigua. El Oxford English Dictionary afirma que esta palabra es "probablemente la misma que story [en su significado de "narración"] aunque el desarrollo del sentido es oscuro". Uno de los primeros usos de la grafía (ahora británica) "storey" fue de Harriet Beecher Stowe en 1852 (Uncle Tom's Cabin xxxii). |
| sulphate, sulfate                   | sulfate, sulphate   | La grafía sulfate es la variante más común en el inglés británico en el uso científico y técnico; véase la entrada sobre de sulfur y las decisiones de la Unión Internacional de Química Pura y Aplicada (IUPAC) y la Royal Society of Chemistry (RSC) del Reino Unido. |
| sulphur                             | sulfur, sulphur     | Sulfur es la grafía preferida por la Unión Internacional de Química Pura y Aplicada (IUPAC) desde 1971 o 1990 y por la Royal Society of Chemistry (RSC) del Reino Unido desde 1992. Los científicos de todos los países utilizan sulfur y desde diciembre de 2000 se usa activamente en las escuelas británicas, pero la grafía sulphur prevalece en el inglés británico, irlandés y australiano, y también se encuentra en algunos topónimos estadounidenses (por ejemplo, Sulphur, Luisiana, y White Sulphur Springs, Virginia Occidental). El uso de ambas variantes ortográficas f~ph continuó en Gran Bretaña hasta el siglo XIX, cuando la palabra se estandarizó como sulphur. En cambio, sulfur es la forma elegida en Estados Unidos, mientras que Canadá utiliza ambas. Los Diccionarios Oxford señalan que "en química y otros usos técnicos... la grafía -f- es ahora la forma estándar para ésta y otras palabras relacionadas en contextos británicos y estadounidenses, y se utiliza cada vez más también en contextos generales". Algunas guías de uso del inglés americano sugieren sulfur para uso técnico y tanto sulfur como sulphur en uso común y en literatura, pero los diccionarios americanos recogen sulphur como una variante menos común o principalmente británica. La variación entre las grafías f y ph también se encuentra en la fuente última de la palabra: El latín sulfur, sulphur pero esto se debió a la helenización de la palabra latina original sulpur a sulphur en la creencia errónea de que la palabra latina procedía del griego. Esta grafía se reinterpretó posteriormente como representación de un sonido /f/ y dio lugar a la grafía sulfur que aparece en latín hacia finales del periodo clásico. (La verdadera palabra griega para sulfur, θεῖον, es la fuente del prefijo químico internacional thio-). En el anglonormando del siglo XII, la palabra se convirtió en sulfre. En el siglo XIV, el latín -ph-, erróneamente helenizado, se recuperó en el inglés medio sulphre. En el siglo XV, ambas variantes ortográficas latinas, sulfur y sulphur, se hicieron comunes en inglés. |
| through                             | through, thru       | En EE. UU. se suele utilizar "Thru" como taquigrafía. Puede ser aceptable en la escritura informal, pero no para documentos formales. En EE. UU. se suele utilizar "thru" en las señales de tráfico oficiales, como en "no thru traffic", para ahorrar espacio. En el lenguaje de programación COBOL, THRU se acepta como abreviatura de la palabra clave THROUGH. Como a los programadores les gusta que su código sea breve, THRU es generalmente la forma preferida de esta palabra clave. |
| tyre                                | tire                | La parte exterior de una rueda. En Canadá, como en Estados Unidos, tire es la grafía más antigua, pero ambas se utilizaban en los siglos XV y XVI (para metal tire). Tire se convirtió en la grafía establecida en el siglo XVII, pero tyre resurgió en el Reino Unido en el siglo XIX para rubber/pneumatic tyres, posiblemente porque se utilizaba en algunos documentos de patentes, aunque muchos siguieron utilizando tire para la variedad de hierro. El periódico The Times seguía utilizando tire en 1905. Para el verbo que significa "to grow weaty", tanto el inglés americano como el británico utilizan únicamente la grafía tire. |
| vice                                | vise, vice          | En el caso de la herramienta de dos garras, los estadounidenses y los canadienses conservan la antiquísima distinción entre vise (herramienta) y vice (el pecado, y también el prefijo latino que significa un adjunto), para ambos significados se usa vice en el Reino Unido y Australia. En cuanto a las acepciones "pecado y "adjunto" de vice, todas las variedades del inglés utilizan -c-. Así, el inglés americano, al igual que otras variedades, tiene vice admiral, vice president y vice principal, no se usa vise para esas acepciones. |
| whisky (Escocia), whiskey (Irlanda) | whiskey, whisky     | En Estados Unidos predomina la grafía whiskey; whisky se encuentra con menos frecuencia, pero se utiliza en las etiquetas de algunas marcas importantes (por ejemplo, Early Times, George Dickel, Maker's Mark y Old Forester) y se emplea en la normativa federal estadounidense pertinente. En Canadá, predomina el término whisky. A menudo, la grafía se elige en función del origen del producto y no de la ubicación del público destinatario, por lo que puede considerarse un paso en falso sentido referirse a "Scotch whiskey" o "Irish whisky". Ambos derivan de "uisce beatha" (irlandés) y "uisge beatha" (escocés), que significa "agua de vida". |
| yoghurt, yogurt, yoghourt           | yogurt, yoghurt     | Yoghurt es un término que no se utiliza en EE. UU., al igual que yoghourt en el Reino Unido. Aunque los diccionarios Oxford siempre han preferido yogurt, en el uso británico actual parece prevalecer yoghourt. En Canadá prevalece yogurt, a pesar de que el Oxford canadiense prefiere yogourt, que tiene la ventaja de satisfacer los requisitos de envasado bilingüe (inglés y francés). En Australia predomina la grafía británica. Sea cual sea la grafía, la palabra tiene diferentes pronunciaciones: /ˈjɒɡərt/ en el Reino Unido, /ˈjoʊɡərt/ en Nueva Zelanda, América, Irlanda y Australia. La palabra procede del turco yoğurt. La fricativa velar sonora representada por ğ en el alfabeto turco moderno (latino) se escribía tradicionalmente gh en la escritura latina del alfabeto turco otomano (árabe) utilizado antes de 1928. |

## Compuestos y guiones
El inglés británico suele preferir los compuestos con guion, como anti-smoking, mientras que el inglés estadounidense desalienta el uso de guiones en los compuestos cuando no hay una razón de peso, por lo que antismoking es mucho más común. Muchos diccionarios no señalan estas diferencias. El uso en Canadá y Australia es mixto, aunque los escritores de la Mancomunidad suelen separar con guiones los compuestos de la forma sustantivo más frase (como editor-in-chief). Commander-in-chief prevalece en todas las formas del inglés.
En el inglés británico, los verbos compuestos se guionizan con más frecuencia que en el inglés estadounidense.
- any more o anymore: En la acepción "any longer", la forma de una sola palabra es habitual en Norteamérica y Australia, pero inusual en otros lugares, al menos en la escritura formal.[12] En otros sentidos siempre se usa la forma de dos palabras; así, los estadounidenses distinguen "I couldn't love you anymore [so I left you]" de "I couldn't love you any more [than I already do]". En inglés de Hong Kong, any more es siempre de dos palabras.[193]
- for ever o forever: El uso tradicional del inglés británico distingue entre for ever, que significa para la eternidad (o un tiempo muy largo en el futuro), como en "If you are waiting for income tax to be abolished you will probably have to wait for ever"; y forever, que significa continuamente, siempre, como en "They are forever arguing".[194] Sin embargo, en el uso británico actual, en forever prevalece el sentido de "para la eternidad",[195] a pesar de que varios manuales de estilo mantienen la distinción.[196] Los escritores estadounidenses suelen utilizar forever independientemente del sentido que pretendan darle (aunque forever en el sentido de "continuamente" es comparativamente raro en el inglés estadounidense, habiendo sido desplazado por always).
- near by o nearby: Algunos escritores británicos distinguen entre el adverbial near by, que se escribe con dos palabras, como en "No one was near by"; y el adjetival nearby, que se escribe con una, como en "The nearby house".[197] En inglés americano, la grafía de una sola palabra es estándar para ambas formas.
- per cent o percent: Puede escribirse correctamente como una o dos palabras, dependiendo del país anglófono, pero cualquiera de las dos grafías debe ser siempre coherente con su uso. El inglés británico lo escribe predominantemente como dos palabras, al igual que el inglés de Irlanda y países de la Mancomunidad de Naciones como Australia, Canadá y Nueva Zelanda. El inglés americano lo escribe predominantemente como una palabra. Históricamente, solía escribirse como dos palabras en Estados Unidos, pero su uso está disminuyendo; no obstante, hoy en día es una variante ortográfica del inglés americano. Esta diferencia ortográfica se refleja en los manuales de estilo de los periódicos y otros medios de comunicación de Estados Unidos, Irlanda y los países de la Mancomunidad. En Canadá y Australia (y a veces en el Reino Unido, Nueva Zelanda, otros países de la Mancomunidad e Irlanda) también se encuentra percent, en su mayoría procedente de agencias de prensa estadounidenses.

## Acrónimos y abreviaturas
Los acrónimos pronunciados como palabras suelen escribirse en mayúsculas según las reglas ortográficas de los títulos de los escritores de la Mancomunidad, pero normalmente en mayúsculas por los estadounidenses: por ejemplo, Nasa / NASA o Unicef / UNICEF. Esto no se aplica a las abreviaturas que se pronuncian como letras individuales (denominadas por algunos "inicialismos"), como US, IBM o PRC (People's Republic of China), que prácticamente siempre se escriben en mayúsculas. Sin embargo, a veces en el Reino Unido se sigue utilizando la mayúscula inicial, como Pc (Police Constable).
Las contracciones en las que la letra final está presente suelen escribirse en inglés británico sin punto y aparte (Mr, Mrs, Dr, St, Ave). Las abreviaturas en las que la letra final no está presente suelen llevar punto (como vol., etc., i.e., ed.); el inglés británico comparte esta convención con el francés: Mlle, Mme, Dr, Ste, pero M. para Monsieur. En inglés americano y canadiense, abreviaturas como St., Ave., Mr., Mrs., Ms., Dr. y Jr. suelen requerir puntos y aparte. Algunas iniciales suelen ir en mayúscula en EE. UU., pero en minúscula en el Reino Unido: liter/litre y sus compuestos (2 L o 25 mL frente a 2 l o 25 ml); y ante meridiem y post meridiem (10 P.M. o 10 PM frente a 10 p.m. o 10 pm). Tanto AM/PM como a.m./p.m. son aceptables en inglés americano, pero los manuales de estilo estadounidenses prefieren mayoritariamente a.m./p.m.

## Puntuación
El uso de las comillas se complica por el hecho de que existen dos tipos: las comillas simples (') y las comillas dobles ("). El uso británico, en una etapa del pasado reciente, prefería las comillas simples para el uso ordinario, pero las comillas dobles vuelven a ser cada vez más comunes; el uso estadounidense siempre ha preferido las comillas dobles, al igual que el inglés canadiense, australiano y neozelandés. Se suele alternar el tipo de comillas cuando hay una cita dentro de otra.
La convención solía ser, y en el inglés americano sigue siendo, poner puntos y comas dentro de las comillas, independientemente del sentido. El estilo británico prefiere ahora puntuar según el sentido, de modo que los signos de puntuación sólo aparecen dentro de las comillas si estaban allí en el original. La práctica formal del inglés británico exige que se ponga un punto dentro de las comillas si la cita es una frase completa que termina donde termina la frase principal, pero es frecuente ver el punto fuera de las comillas finales.

### Citas
1. ↑  Micklethwait, David (1 de enero de 2005). Noah Webster and the American Dictionary (en inglés). McFarland. p. 137. ISBN 978-0-7864-2157-2.
2. ↑  Scragg, Donald (1974). A history of English spelling (en inglés). Manchester, Inglaterra: Manchester University Press. pp. 82–83. ISBN 978-0-06-496138-7. «El diccionario de Johnson se convirtió en el estándar aceptado para la ortografía privada ... de un inglés alfabetizado ... durante el siglo XIX ... Webster tuvo más éxito en influir en el desarrollo del uso americano que Johnson en el uso británico.»
3. ↑  Algeo, John, "The Effects of the Revolution on Language" en A Companion to the American Revolution (en inglés), John Wiley & Sons: 2008, p. 599.
4. 1 2  -or (en inglés). Online Etymology Dictionary.
5. 1 2  Venezky,, Richard L. (1999). The American way of spelling : the structure and origins of American English orthography (en inglés). Guilford Press. pp. 26. ISBN 1-57230-469-3. OCLC 469790290.
6. 1 2  Clark, 2009.
7. ↑  Chambers, 1998.
8. 1 2 3 4 5  The Macquarie Dictionary (en inglés), Cuarta edición. The Macquarie Library Pty Ltd, 2005.
9. 1 2 3  Webster's Third (en inglés), p. 24a.
10. ↑  Oxford English Dictionary, colour, color.
11. 1 2  Onions, CT, ed. (1987) [1933]. The Shorter Oxford English Dictionary (en inglés) (Tercera edición (1933) con correcciones (1975)). Oxford: Oxford University Press. p. 370. ISBN 0-19-861126-9.
12. 1 2 3 4 5 6 7 8 9 10 11 12 13 14 15 16 17 18 19 20 21 22 23 24 25 26 27 28 29 30 31 32 33 34 35 36 37 38 39 40 41 42 43  Peters, Pam (2004). The Cambridge Guide to English Usage (en inglés). Cambridge, Inglaterra: Cambridge University Press. ISBN 0-521-62181-X.
13. ↑  Johnson 1755—prefacio.
14. ↑  Mencken, H L (1919). The American Language (en inglés). Nueva York: Knopf. ISBN 0-394-40076-3.
15. ↑  Staff. «The Proceedings of the Old Bailey, 1674–1913» (en inglés). Humanities Research Institute, University of Sheffield. Archivado desde el original el 28 de julio de 2008.
16. ↑  Oxford English Dictionary, honour, honor.
17. ↑  Baldrige, Letitia (1990). Letitia Baldrige's Complete Guide to the New Manners for the '90s: A Complete Guide to Etiquette (en inglés). Rawson. p. 214. ISBN 0-89256-320-6.
18. ↑  «rigor - definition of rigor in English - Oxford Dictionaries» (en inglés). Archivado desde el original el 21 de julio de 2012.
19. ↑  MacPherson, William (31 de marzo de 1990). «Practical concerns spelled the end for -our». Ottawa Citizen (en inglés). p. B3.
20. ↑  «Australian Labor: History» (en inglés). Archivado desde el original el 17 de junio de 2011.
21. ↑  Venezky, Richard L. (2001). «-re versus -er».  En Algeo, John, ed. The Cambridge History of the English Language (en inglés). VI: English in North America. Cambridge, Inglaterra: Cambridge University Press. p. 353. ISBN 0-521-26479-0.
22. ↑  Howard, Philip (1984). The State of the Language—English Observed (en inglés). Londres: Hamish Hamilton. p. 148. ISBN 0-241-11346-6.
23. ↑  (Oxford English Dictionary: Segunda edición) (en inglés).
24. ↑  Según las citas del OED, Chaucer utilizó ambas formas, pero los últimos usos de la forma "re" se produjeron a principios del siglo XVIII. The Oxford English Dictionary: edición de 1989.
25. ↑  Excepto en un uso de 1579 (Oxford English Dictionary: edición de 1989).
26. ↑  Aunque acre se escribía æcer en inglés antiguo y aker en inglés medio, la grafía acre del francés medio se introdujo en el siglo XV. Del mismo modo, loover se volvió a escribir en el siglo XVII por influencia de Louvre, que no tenía nada que ver. (Véase OED, s.v. acre y louvre)
27. ↑  Gove, Philip, ed. (1989). «-er/-re». Webster's third new international dictionary of the English language (en inglés) 2 (3era edición). Springfield, MA: Merriam Webster. p. 24a. ISBN 978-0-87779-302-1.
28. ↑  Pogrebin, Robin (3 de setiembre de 2003). «Proposing an American Theater Downtown». The New York Times (Arts section) (en inglés) (The New York Times Company). Consultado el 22 de setiembre de 2008.
29. ↑  «The American National Theatre (ANT)» (en inglés). ANT. 2008–2009. Archivado desde el original el 7 de setiembre de 2008. Consultado el 22 de setiembre de 2008.
30. ↑  «The Kennedy Center» (en inglés). John F. Kennedy Center for the Performing Arts. Archivado desde el original el 23 de setiembre de 2008. Consultado el 22 de setiembre de 2008.
31. ↑  «Cinemark Theatres». Centurytheaters.com. Consultado el 7 de febrero de 2010.
32. ↑  Ramson, W.S., ed. (1988). The Australian National Dictionary (en inglés). Oxford University Press. ISBN 0-19-554736-5.
33. ↑  «Home - Theatre and Drama» (en inglés).
34. ↑  «accoutre» (en inglés). Merriam-webster.com. Consultado el 4 de marzo de 2012.
35. ↑  accouter (en inglés).
36. ↑  Style Manual for Authors, Editors and Printers of Australian Government Publications, Tercera edición, revisada por John Pitson, Australian Government Publishing Service, Canberra, 1978, página 10, "En general, siga las grafías que figuran en la última edición del Concise Oxford Dictionary (en inglés).
37. ↑  1989 Oxford English Dictionary: connexion, connection (en inglés).
38. ↑  «The American Heritage Dictionary of the English Language:complection». Houghton Mifflin (en inglés) (Nueva York). 2000. Consultado el 12 de mayo de 2007.
39. ↑  «complected». Merriam-Webster's Dictionary of English usage (en inglés). Springfield, Mass: Merriam-Webster, Inc. 1994. p. 271. ISBN 0-87779-132-5. «No es un error... simplemente es un americanismo».
40. ↑  «complect, v.». Oxford English Dictionary (en inglés).
41. ↑  La mayoría de los colegios, universidades y programas de residencia estadounidenses, e incluso la Academia Americana de Cirujanos Ortopédicos, siguen utilizando la grafía con el dígrafo ae, aunque los hospitales suelen utilizar la forma abreviada.
42. ↑  Webster's Third New International Dictionary (en inglés), 1993 por Merriam-Webster, Inc.
43. ↑  «Definition of MEDIEVAL» (en inglés). 15 de agosto de 2023.
44. ↑  Company, Houghton Mifflin Harcourt Publishing. «The American Heritage Dictionary entry: medieval» (en inglés).
45. ↑  «medieval - definition of medieval in English - Oxford Dictionaries» (en inglés). Archivado desde el original el 28 de setiembre de 2016.
46. ↑  Aronson, Jeff (26 de julio de 1997). «When I use a word...:Oe no!». British Medical Journal (en inglés) 315 (7102). doi:10.1136/bmj.315.7102.0h. Archivado desde el original el 20 de abril de 2005.
47. ↑  New Oxford Dictionary of English (en inglés).
48. ↑  fetus, n." (en inglés). OED en línea. Marzo 2017. Oxford University Press. http://www.oed.com/view/Entry/72389?redirectedFrom=foetus (acceso 10 abril 2017).
49. ↑  Webster's Tercer vol, p. 23a.
50. ↑  Wilson, Kenneth G. (1993). «subpoena, subpena (n., v.)». The Columbia Guide to Standard American English (en inglés). Nueva York, NY: Columbia University Press. ISBN 0-231-06989-8. Consultado el 8 de noviembre de 2007.
51. ↑  Merriam-Webster Collegiate Dictionary, airplane (en inglés).
52. 1 2  "The Macquarie Dictionary" (en inglés), Octava edición. Macquarie Dictionary Publishers, 2020.
53. ↑  «-Ize or -ise?». OxfordWords (en inglés). Oxford University Press. 28 de marzo de 2011. Archivado desde el original el 17 de julio de 2018. Consultado el 5 de setiembre de 2018.
54. ↑  Rissanen, Matti (2006).  Peter Lang, ed. Corpus-based Studies of Diachronic English (en inglés). p. 244. ISBN 978-3-03910-851-0.
55. 1 2  Oxford English Dictionary "-ise1"
56. 1 2  Hart,, Horace (1983). Hart's Rules for Compositors and Readers at the University Press, Oxford (en inglés) (39 edición). Oxford, Inglaterra: Oxford University Press. ISBN 0-19-212983-X.
57. ↑  Weiner, E.S.C.; Delahunty, Andrew (1994). The Oxford Guide to English Usage (en inglés). Oxford University Press. p. 32. ISBN 978-0-19-280024-4.
58. ↑  Allen, Robert, ed. (2008). Pocket Fowler's Modern English Usage (en inglés). Oxford, Inglaterra: Oxford University Press. p. 354. ISBN 978-0-19-923258-1. «puede escribirse correctamente con -ize o -ise en todo el mundo anglófono (excepto en Estados Unidos, donde siempre se utiliza -ize).»
59. 1 2 3  «Are spellings like 'privatize' and 'organize' Americanisms?». AskOxford.com. 2006. Archivado desde el original el 4 de febrero de 2007.
60. ↑  Peters, p. 298: "[En] los escritores británicos contemporáneos las grafías ise superan a las ize en una proporción aproximada de 3:2" (énfasis en el original).
61. ↑  Richard Dixon, "Questions answered" (en inglés), The Times, 13 de enero de 2004.
62. ↑  «A to Z - Style Guide - Gov.uk». gov.uk (en inglés). Consultado el 16 de julio de 2019. Véase "Americanisms" en la sección A
63. ↑  Modern Humanities Research Association (2013).  Modern Humanities Research Association, ed. MHRA Style Guide: A Handbook for Authors and Editors (en inglés). Modern Humanities Research Association. p. 20. ISBN 978-1-78188-009-8.
64. ↑  IANA language subtag registry, IANA, con "en-GM-oed" marcado como añadido 2003-07-09, efectivo 2015-04-17, con "en-GB-oxendict" (consultado 2015-08-08).
65. ↑  Stack, Marja. «New Zealand English: -ise vs -ize endings» (en inglés). Clearlingo Proofreading and Editing. Consultado el 11 de mayo de 2020.
66. ↑  Ontario Public School Spelling Book (en inglés), autorizado por el Ministerio de Educación, (Toronto The Ryerson Press)
67. ↑  Dictionaries of Canadian English: the First Century 1912-2017 (en inglés), por Stefan Dollinger.
68. ↑  1977-2012 Overall Canadian Dictionaries, Overall American Dictionaries, Overall British Dictionaries. Gráfico | https://html.scribdassets.com/3fc0pwlolc6mdn3g/images/7-73a016eddd.png
69. ↑  «3.2 -is-/-iz- spelling». English Style Guide. A handbook for authors and translators in the European Commission (en inglés) (octava edición). 26 de agosto de 2016. p. 14.
70. ↑  Garner, Bryan (2001). A Dictionary of Modern Legal Usage (en inglés) (2da edición). Oxford University Press. p. 122. ISBN 978-0-19-514236-5. Consultado el 18 de diciembre de 2009.
71. ↑  "prize". Webster's Third New International Dictionary, Unabridged. Merriam-Webster, 2002. Además, "prize". Merriam-Webster's Collegiate Dictionary, Undécima Ed.
72. ↑  De acuerdo con Merriam-Webster's Collegiate Dictionary, Undécima Ed.: prise es una "variación principalmente británica de PRIZE".
73. ↑  Oxford English Dictionary, analyse, -ze, v. .
74. ↑  Tanto el Merriam-Webster's Collegiate Dictionary como The American Heritage Dictionary of the English Language tienen "catalog" como palabra principal y "catalogue" como variante igual.
75. ↑  «MSDN C#.NET OpenFileDialog Class» (en inglés). Msdn.microsoft.com. Consultado el 4 de marzo de 2012.
76. 1 2  «bus». Cambridge English Dictionary (en inglés). Consultado el 19 de enero de 2019.
77. ↑  «Macquarie Dictionary». www.macquariedictionary.com.au. Consultado el 27 de febrero de 2022.
78. ↑  «Surveil». Merriam-Webster. Consultado el 3 de enero de 2018.
79. ↑  «British & World English > surveil» (en inglés). Archivado desde el original el 4 de enero de 2018.
80. ↑  Zorn, Eric (8 de junio de 1997). «Errant Spelling: Moves for simplification turn Inglish into another langwaj». Chicago Tribune (en inglés). p. Sección 3A página 14. Archivado desde el original el 3 de julio de 2007. Consultado el 17 de marzo de 2007.
81. ↑  «Definition of KIDNAPPED» (en inglés).
82. ↑  «Definition of WORSHIPPED» (en inglés).
83. ↑  «FOCUSED | Meaning & Definition for UK English | Lexico.com» (en inglés). Archivado desde el original el 23 de diciembre de 2017.
84. ↑  «Jewelry vs. Jewellery». Lazaro Soho. Consultado el 23 de noviembre de 2014.
85. ↑  Cambridge Advanced Learner's Dictionary, jewellery UK, American jewelr (en inglés).
86. ↑  OED Segunda edición.
87. ↑  «fulfil». Collins English Dictionary (en inglés). Consultado el 3 de mayo de 2013.
88. ↑  «fulfil». Oxford English Dictionary (en inglés).
89. ↑  Peters, p. 480. También en National Routeing Guide
90. 1 2  British National Corpus
91. ↑  «Spelling, Abbreviations and Symbols Guide» (en inglés). Consultado el 15 de noviembre de 2012.
92. ↑  Merriam-Webster Online (en inglés). Consultado el 30 de diciembre de 2007.
93. ↑  Howarth, Lynne C (14 de junio de 1999). «"Executive summary" from review of "International Standard Bibliographic Description for Electronic Resources"» (en inglés). American Library Association. Archivado desde el original el 16 de abril de 2007.
94. ↑  «Chambers | Free English Dictionary» (en inglés). Chambersharrap.co.uk. Consultado el 7 de febrero de 2010.
95. ↑  Véase la explicación de -in2 en el Macquarie Dictionary (5ª ed.). El diccionario también recoge 'inquiry' como grafía principal, siendo 'enquiry' una referencia cruzada a la primera (lo que denota una menor prevalencia en el inglés australiano). Se señala la distinción británica entre "inquiry" y "enquiry".
96. ↑  Merriam-Webster Online. Consultado el 30 de diciembre de 2007.
97. ↑  Government of Canada, Public Services and Procurement Canada (6 de diciembre de 2019). «metric units – Writing Tips Plus – Writing Tools – Resources of the Language Portal of Canada – Canada.ca». www.noslangues-ourlanguages.gc.ca (en inglés). Consultado el 11 de septiembre de 2023.
98. ↑  La Ley de Conversión Métrica de 1985 otorga al Secretario de Comercio de EE.UU. la responsabilidad de interpretar o modificar el SI para su uso en el país. El Secretario de Comercio delegó esta autoridad en el Director del Instituto Nacional de Estándares y Tecnología (NIST) (Turner, 2008 Archivado el 26 de marzo de 2009 en la Wayback Machine). En 2008, el NIST publicó la versión estadounidense (Taylor y Thompson, 2008a Archivado el 3 de junio de 2016 en la Wayback Machine) del texto en inglés de la octava edición de la publicación de la Oficina Internacional de Pesas y Medidas: Le Système International d'Unités (SI) (BIPM, 2006). En la publicación del NIST, se utilizan las grafías "meter", "liter" y "deka" en lugar de "metre", "litre" y "deca" como en el texto original en inglés del BIPM (Taylor y Thompson, 2008a Archivado el 3 de junio de 2016 en la Wayback Machine, p. iii). El director del NIST reconoció oficialmente esta publicación, junto con la de Taylor y Thompson (2008b), como la "interpretación legal" del SI para Estados Unidos (Turner, 2008).
99. 1 2  «etymonline.com» (en inglés). etymonline.com. Consultado el 4 de marzo de 2012.
100. ↑  Oxford English Dictionary, airplane (en inglés), revisón en marzo de 2008; airplane es categorizada como "principalmente norteamericana".
101. ↑  British National Corpus. Consultado el 1 de abril de 2008.
102. ↑  Merriam-Webster online, aerodrome (en inglés). Consultado el 1 de abril de 2008.
103. ↑  Oxford English Dictionary, airdrome (en inglés).
104. ↑  «Ultra-light Aeroplane Transition Strategy – Transport Canada» (en inglés). Consultado el 13 de febrero de 2015.
105. ↑  «History & Etymology of Aluminium» (en inglés). Elements.vanderkrogt.net. 1 de octubre de 2002. Consultado el 4 de marzo de 2012.
106. ↑  «Aluminium Association of Canada» (en inglés).
107. ↑  MW (en inglés) prefiere-poule y /-pjuːl/, AHD (en inglés) -pule y   /-puːl/.
108. ↑  «Ampule». Collins English Dictionary (en inglés). Consultado el 25 de junio de 2019. «in BRIT, use ampoule».
109. ↑  Murray, James A. H. (1880). Spelling Reform. Annual address of the President of the Philological Society (en inglés). Isaac Pitman. p. 5. Consultado el 3 de mayo de 2010.
110. ↑  «American Heritage Dictionary». Answers.com (en inglés). Archivado desde el original el 11 de marzo de 2007. Consultado el 8 de octubre de 2017.
111. ↑  «Online Etymology Dictionary». Etymonline.com. Consultado el 8 de octubre de 2017.
112. ↑  The American Heritage Dictionary of the English Language: Cuarta edición.
113. ↑  OED, shivaree
114. ↑  «'Closure' and 'Cloture' Mean the Same Thing». The New York Times (en inglés). 11 de junio de 1964. p. 21.
115. ↑  «cloture». Lexico (en inglés). Lexico.com. Archivado desde el original el 23 de abril de 2020.
116. ↑  Watson Fowler, Henry (2015). Fowler's Dictionary of Modern English Usage (en inglés). Oxford University Press. p. 326. ISBN 978-0-19-966135-0.
117. ↑  Oxford English Dictionary, furore.
118. ↑  Oxford English Dictionary, Grotty; Grody
119. ↑  Oxford English Dictionary, mom y mam
120. ↑  Symphony (15 de octubre de 2009). «Things I don't Understand: Part 3 – Canada!» (en inglés). giantbomb. Archivado desde el original el 23 de diciembre de 2009. Consultado el 7 de febrero de 2010.
121. ↑  Merriam-Webster Dictionary, naivety (en inglés). Consultado el 26 de enero de 2016.
122. ↑  Dictionary.com, naivety (en inglés). 26 de enero de 2016.
123. ↑  Merriam Webster's 11th Collegiate Dictionary, naïveté y naivety (en inglés).
124. ↑  «Grammar – Oxford Dictionaries Online» (en inglés). Askoxford.com. Archivado desde el original el 1 de noviembre de 2001. Consultado el 4 de marzo de 2012.
125. ↑  Oxford English Dictionary, persnickety (en inglés).
126. ↑  «Plunk». Collins English Dictionary (en inglés).
127. ↑  «Putter2». Collins English Dictionary (en inglés).
128. ↑  OED, s.v. 'pyjamas'
129. ↑  En el Webster's New World College Dictionary, scalawag se lematiza sin alternativa, mientras que scallawag y scallywag se definen por referencia cruzada a éste. Todos ellos están marcados como "originalmente americano".
130. ↑  Véase las definiciones en el American Heritage Dictionary.
131. ↑  «Macquarie Dictionary». www.macquariedictionary.com.au (en inglés). Consultado el 16 de enero de 2022.
132. ↑  Véase, por ejemplo, el documento del British Medical Association de noviembre de 2006, titulado Selection for Specialty Training. Archivado el 30 de octubre de 2008 en Wayback Machine.
133. ↑  «BBC Mundo | Questions about English». Bbc.co.uk (en inglés). Consultado el 4 de marzo de 2012.
134. ↑  «Definition of apophthegm». www.merriam-webster.com (en inglés). Consultado el 3 de octubre de 2018.
135. ↑  «apophthegm». Oxford Dictionaries (en inglés). Consultado el 3 de octubre de 2018.
136. 1 2 3  Murray, James (Noviembre de 1885). A New English Dictionary on Historical Principles (en inglés). I Pt 2: Ant–Batten. Oxford: Clarendon Press. pp. 389 s.v. "apophthegm", 393 s.vv. "apothegm", "apothem". Consultado el 3 de octubre de 2018.
137. ↑  «artefact». Oxford University Press (en inglés).
138. 1 2 3  Oxford English Dictionary (en inglés). Oxford, Inglaterra: Oxford University Press. Marzo de 2009.
139. ↑  Oxford English Dictionary edición online: "axe | ax"
140. ↑  Oxford English Dictionary, edición online: "camomile | chamomile"
141. ↑  Oxford Advanced Learner's Dictionary (en inglés), consultado el 19 de abril de 2009.
142. ↑  Merriam-Webster Online. (en inglés). Consultado el 1 de enero de 2008.
143. ↑  «draught». Concise OED (en inglés). Archivado desde el original el 29 de setiembre de 2007. Consultado el 1 de abril de 2007.
144. ↑  Oxford English Dictionary segunda edición, draught; draft (el último se utiliza en un contexto marítimo internacional) .
145. ↑  Draft (en inglés). Online Etymology Dictionary.
146. ↑  Oxford English Dictionary (en inglés), draught.
147. ↑  "gage (en inglés). Merriam-Webster.com
148. ↑  «Online Etymology Dictionary: gage». Etymonline.com (en inglés). Consultado el 4 de marzo de 2012.
149. ↑  Garner, Bryan A. (1998). A Dictionary of Modern American Usage (en inglés). Nueva York: OUP. p. 313. ISBN 0-19-507853-5.
150. ↑  «gauntlet2». Concise OED (en inglés). Archivado desde el original|urlarchivo= requiere |url= (ayuda) el 21 de noviembre de 2005. Consultado el 18 de octubre de 2007.
151. ↑  Oxford English Dictionary, edición online: "grey | gray"
152. ↑  customcargrills.com. «Custom Car & Truck Grills – Billet & Mesh Grill Inserts». customcargrills.com (en inglés). Consultado el 13 de noviembre de 2012.
153. ↑  Williams, Brian (3 de junio de 2011). «Kookaburra survives 700 km trip after being stuck in car's grille | thetelegraph.com.au» (en inglés). Dailytelegraph.com.au. Consultado el 13 de noviembre de 2012.
154. ↑  «Cat survives 35 km wedged in car grille – National – NZ Herald News» (en inglés). Nzherald.co.nz. 11 de junio de 2012. Consultado el 13 de noviembre de 2012.
155. ↑  «Google Ngram Viewer». books.google.com (en inglés). grill:eng_us_2012/grille:eng_us_2012,grill:eng_gb_2012/grille:eng_gb_2012. Consultado el 29 de octubre de 2015.
156. ↑  «Online Etymology Dictionary» (en inglés).
157. ↑  Oxford English Dictionary, edición online: "jail | gaol"
158. ↑  «Jail or gaol: Which spelling is correct?». Australian Broadcasting Corporation (en inglés). 22 de junio de 2016.
159. ↑  tiscali.reference (en inglés). Archivado el 3 de enero de 2007 en Wayback Machine. Consultado el 10 de marzo de 2007.
160. ↑  OED y British Journal of Applied Physics vol. 13- pg. 456
161. ↑  «Online Etymology Dictionary: licorice». Etymonline.com (en inglés). Consultado el 4 de marzo de 2012.
162. ↑  Ernout, Alfred; Meillet, Antoine (2001). Dictionnaire etymologique de la langue latine (en inglés). Paris: Klincksieck. p. 362. ISBN 2-252-03359-2.
163. ↑  «The Century Dictionary Online in DjVu» (en inglés).
164. ↑  Definition for MIDRIF – Webster's 1844 dictionary (en inglés). Emily Dickinson Lexicon. Brigham Young University.
165. ↑  Oxford English Dictionary, edición online: "mould | mold"
166. ↑  Oxford English Dictionary: plough, plow en inglés).
167. ↑  COED 11va Ed.
168. ↑  «Maven's word of the day: rack/wrack» (en inglés). Randomhouse.com. 20 de abril de 1998. Consultado el 4 de marzo de 2012.
169. ↑  «Cald Rack» (en inglés). Dictionary.cambridge.org. Archivado desde el original el 26 de agosto de 2009. Consultado el 4 de marzo de 2012.
170. ↑  Oxford English Dictionary, edición online: "sceptic | skeptic"
171. ↑  Oxford English Dictionary (en inglés), sceptic, skeptic.
172. ↑  Berube, Margery S.; Pickett, Joseph P.; Leonesio, Christopher (2005). «slew / slough / slue». A Guide to Contemporary Usage & Style (en inglés). Houghton Mifflin Harcourt. p. 435. ISBN 9780618604999.
173. ↑  «A Concise Dictionary of Middle English». Pbm.com (en inglés). Consultado el 4 de marzo de 2012.
174. ↑  Oxford English Dictionary, edición online: "story | storey"
175. ↑  sulphate en Oxford Dictionaries Online (en inglés).
176. 1 2  So long sulphur | Nature Chemistry (en inglés).
177. ↑  Minhas, Harp. «Royal Society of Chemistry 1992 policy change». Analyst (en inglés) (Rsc.org) 117 (1): 1. doi:10.1039/AN9921700001. Consultado el 4 de marzo de 2012.
178. ↑  Minhas, Harp (1 de enero de 1992). «Royal Society of Chemistry 1992 policy change». Analyst (en inglés) (Rsc.org) 117 (1): 1. doi:10.1039/AN9921700001. Consultado el 4 de marzo de 2012.
179. ↑  «Action over non-English spellings». BBC News (en inglés). 24 de noviembre de 2000. Consultado el 29 de octubre de 2015.
180. ↑  «sulphur». Oxford English Dictionary (en inglés).
181. ↑  «sulphur – definition of sulphur in English». Oxford Dictionaries (en inglés). Archivado desde el original el 20 de noviembre de 2016. Consultado el 19 de noviembre de 2016.
182. ↑  sulphur (en inglés), en American Heritage Dictionary.
183. ↑  Merriam-Webster Online (en inglés).
184. ↑  El diccionario Merriam-Webster califica la grafía sulphur de principalmente británica, pero contradice esta afirmación en la nota de uso de la misma entrada al afirmar que ambas grafías son comunes en el uso general del inglés estadounidense. La nota de uso también ignora el uso británico moderno y generalizado de la grafía sulfur en el uso científico y técnico (recogido, por ejemplo, en los Diccionarios Oxford): "La grafía sulfur predomina en el uso técnico de Estados Unidos, mientras que tanto sulfur como sulphur son comunes en el uso general. El uso británico tiende a favorecer sulphur para todas las aplicaciones. El mismo patrón se observa en la mayoría de las palabras derivadas de sulfur". Nota de uso, Merriam-Webster Online (en inglés). Consultado el 1 de enero de 2008. La nota de uso en el Merriam-Webster Unabridged Dictionary está más actualizada: "La grafía sulfur predomina ahora en el uso técnico y general estadounidense. El uso británico todavía tiende a favorecer a sulphur, pero el uso de esa ortografía ha disminuido drásticamente en las últimas décadas y continúa haciéndolo. La creciente preferencia por sulfur a ambos lados del Atlántico se debe sin duda a las recomendaciones de la Unión de Química Pura y Aplicada y otras organizaciones. El mismo patrón se observa en la mayoría de las palabras derivadas de sulfur". Nota de uso del Merriam-Webster Unabridged Dictionary (en inglés).
185. ↑  Las grafías opuestas de los elementos químicos Al y S hacen que la grafía americana aluminum sulfide se convierta en aluminum sulphide en Canadá y aluminium sulphide en el antiguo uso británico.
186. ↑  Oxford English Dictionary, edición online: "sulphur | sulfur"
187. ↑  «Browse 1913 => Word Thru :: Search the 1913 Noah Webster's Dictionary of the English Language (Free)». 1913.mshaffer.com. 16 de octubre de 2009. Archivado desde el original el 31 de marzo de 2012. Consultado el 4 de marzo de 2012.
188. ↑  «US Code of Federal Regulations – Title 27: Alcohol, Tobacco Products and Firearms, Section 5.22: Standards of Identity for Distilled Spirits» (en inglés). Consultado el 25 de julio de 2014.
189. ↑  Peters, p. 587. Yogourt es una variante aceptada en francés del francés estándar más normal yaourt.
190. ↑  «Merriam-Webster Online – Yogurt entry» (en inglés). Mw1.merriam-webster.com. Archivado desde el original el 27 de febrero de 2012. Consultado el 4 de marzo de 2012.
191. ↑  «antismoking,anti-smoking». Google Ngram Viewer (en inglés).
192. ↑  Rohdenburg; Schlüter, Julia (2009).  Günter, ed. One language, two grammars? : differences between British and American English (en inglés). Cambridge, UK: Cambridge University Press. p. 59. ISBN 978-0-521-87219-5.
193. ↑  Bunton, David (1989). Common English Errors in Hong Kong (en inglés). Hong Kong: Longman. p. 6. ISBN 0-582-99914-6.
194. ↑  Oxford English Dictionary, for ever.
195. ↑  AskOxford: forever. Consultado el 24 de junio de 2008. Cf. Peters, p. 214.
196. ↑  Por ejemplo, The Times, The Guardian, The Economist. Consultado el 24 de junio de 2008.
197. ↑  The Columbia Guide to Standard American English (en inglés).
198. ↑  Marsh, David (14 de julio de 2004). The Guardian Stylebook (en inglés). Atlantic Books. ISBN 1-84354-991-3. Archivado desde el original el 20 de abril de 2007. Consultado el 9 de abril de 2007. «acronyms: take initial cap: Aids, Isa, Mori, Nato».
199. ↑  Véase por ejemplo «Pc bitten on face in Tube attack» (en inglés). BBC. 31 de marzo de 2007. Consultado el 9 de abril de 2007.
200. ↑  «Units outside the SI». Essentials of the SI (en inglés). NIST. Archivado desde el original el 31 de octubre de 2009. Consultado el 22 de octubre de 2009. «although both l and L are internationally accepted symbols for the liter, to avoid this risk the preferred symbol for use in the United States is L».
201. ↑  «Core learning in mathematics: Year 4». Review of the 1999 Framework (en inglés). DCSF. 2006. p. 4. Archivado desde el original el 11 de enero de 2016. Consultado el 22 de octubre de 2009. «Use, read and write standard metric units (km, m, cm, mm, kg, g, l, ml), including their abbreviations».
202. ↑  «PM». Merriam-Webster (en inglés). Merriam-Webster Online Dictionary. 2009. Consultado el 21 de octubre de 2009.
203. ↑  «P.M.». The American Heritage Dictionary of the English Language (en inglés) (4ta edición). Houghton Mifflin. 2000.
204. ↑  «What is the correct or more usual written form when writing the time – a.m., am, or A.M.?». AskOxford (en inglés). Oxford University Press. Archivado desde el original el 2 de octubre de 2002. Consultado el 21 de octubre de 2009.
205. ↑  Véase, por ejemplo, The Associated Press Stylebook: 4 p.m.; Manual de estilo de Microsoft: 4 P.M. (sin embargo, Microsoft prefiere la notación horaria de 24 horas, en la que 4 P.M. son las 16:00.); The Chicago Manual of Style: 4 p.m. (recomendado), también 4 PM o 4 P.M. (con PM en minúsculas); Garner's Modern English Usage: 4 p.m. o 4 PM (con PM en minúsculas); The Gregg Reference Manual: 4 p.m. o 4 P.M. (con PM en minúsculas). Véase http://www.businesswritingblog.com/business_writing/2009/06/what-is-the-correct-time-am-pm-am-pm-am-pm-.html. Véase también https://www.merriam-webster.com/dictionary/p.m.
206. ↑  Trask, Larry (1997). «Quotation Marks and Direct Quotations» (en inglés). Archivado desde el original el 15 de diciembre de 2010. Consultado el 9 de diciembre de 2010.
207. ↑  Quinion, Michael (2010). «Punctuation and Quotation Marks» (en inglés). World Wide Words. Archivado desde el original el 2 de diciembre de 2010. Consultado el 9 de diciembre de 2010.